# Oroszország

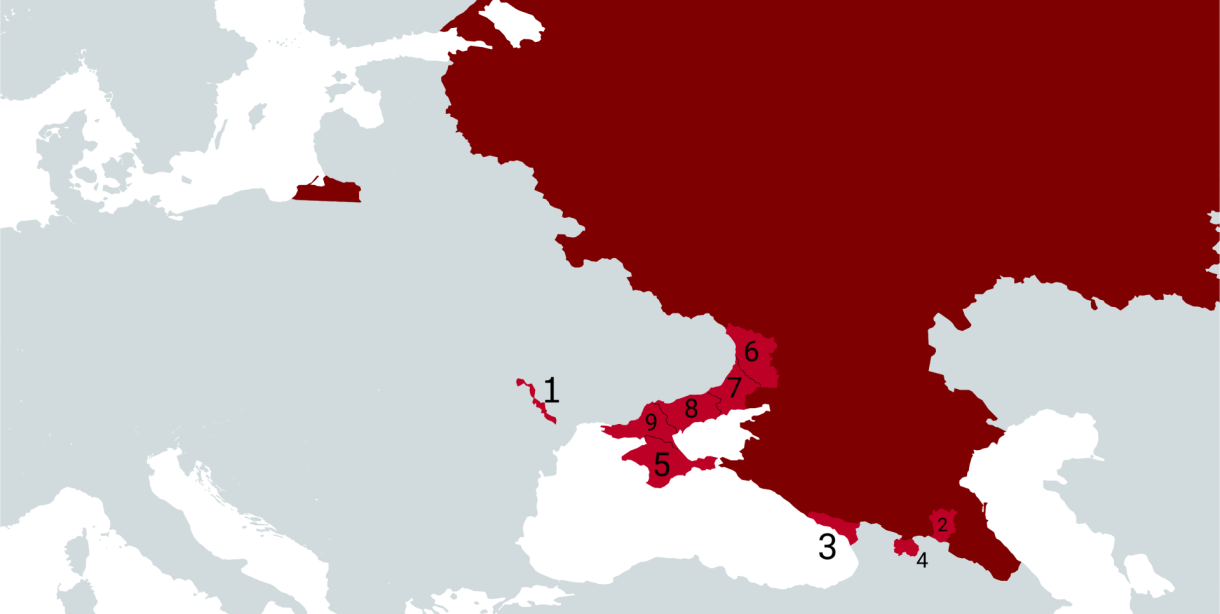
Oroszország által katonailag megszállt területek.
1. Transznisztria (1992-től)
2. Csecsenföld (2000-től)
3. Abházia (2008-tól)
4. Dél-Oszétia (2008-tól)
5. Krím (2014-től)
6. Luhanszki terület (2014-től részlegesen megszállva)
7. Donecki terület (2014-től részlegesen megszállva)
8. Zaporizzsjai terület (2022-től részlegesen megszállva)
9. Herszoni terület (2022-től részlegesen megszállva)
(E térkép nem mutatja a japán Kuril-szigetek 1945-től megszállt részeit)

Az Oroszországi Föderáció (oroszul: Российская Федерация,  Rosszijszkaja Fegyeracija), vagy röviden Oroszország (Россия,  Rosszija) Európa keleti részétől Észak-Ázsia (Szibéria) keleti partjáig, a Csendes-óceánig, valamint a Távol-Keletre is kiterjedő föderatív ország. A Föld legnagyobb területű állama, a lakható szárazföldi területek egynyolcadát foglalja el; területe tizenegy időzónára terjed ki és tizennégy országgal van közös határa.
Az ország nyugati része sokkal sűrűbben lakott, mint a keleti része; a lakosság mintegy háromnegyede Európában él. Fővárosa és politikai központja Moszkva, Európa legnépesebb és a világ egyik legnagyobb városa.
Hatalmas nyersanyagkészletei valószínűleg a legnagyobbak a világon, és a világ egyik vezető kőolaj- és földgázkitermelője. Nagy piacának, gazdaságának, katonai erejének és nemzetközi befolyásának köszönhetően nagyhatalom, illetve (Kína mellett) potenciális szuperhatalom. Atomhatalom, amely az egyik legnagyobb tömegpusztító fegyverkészlettel és a 2020-as években (az USA és Kína mellett) a Föld egyik legerősebb haderejével rendelkezik.
Vlagyimir Putyin irányítása alatt autoriter diktatúrává vált. 2014-ben annektálta a Krím-félszigetet, majd a kelet-ukrajnai háború nyomán, 2022 februárjában megtámadta Ukrajnát. Ez évben Putyin újabb ukrán területeket annektált Oroszországhoz, melyek az alábbiak: Herszoni terület, Donyecki Népköztársaság, Luganszki Népköztársaság, és a Zaporizzsjai terület.

## Etimológia
Az Oroszország elnevezés a középkori orosz állam, a Kijevi Rusz nevéből származik, amelyet főleg keleti szlávok laktak. Az országot jellemzően Ruszföldnek is nevezték a lakosai. Az e nevű államot a többi keleti szláv államtól való megkülönböztetés érdekében a modern történetírás Kijevi Rusznak vagy Kijevi Oroszországnak nevezi.
Maga a Rusz név a kora középkori rusz néptől származik, amely skandináv eredetű kereskedők és harcosok csoportja volt, akik a Balti-tenger túloldaláról települtek át, Novgorod központtal államot alapítottak, később pedig létrehozták a Kijevi Ruszt.
A magyar nyelvben használt „orosz” szó a török nyelvekből eredeztethető (kazak: orusz, oszmán-török: urus), amely pedig a már említett ruszok Rusz szavából.
Ruténia az orosz név középkori latin változata, és többnyire a katolikus Európával szomszédos orosz régió nyugati és déli részére utalt.

## Fekvése, határai
17 098 240 km²-es területével a világ legnagyobb országa, majdnem kétszer beleférne Kanada vagy az USA; Magyarországnál több mint 180-szor nagyobb. Fennhatósága alá tartozik a Kalinyingrádi terület nevű exklávé is.
Tengeri határai: 
- északon a Jeges-tenger és peremtengerei (a Barents-tenger, Kara-tenger, Laptyev-tenger, Kelet-szibériai-tenger, Csukcs-tenger)
- keleten a Bering-tenger, a Csendes-óceán, az Ohotszki-tenger, a Japán-tenger.
- nyugaton a Balti-tenger és a Finn-öböl
- délnyugaton a Fekete-tenger az Azovi-tengerrel, továbbá délen a Kaszpi-tenger.

Szárazföldi szomszédai: Norvégia, Finnország, Észtország, Lettország, Fehéroroszország, Ukrajna, Grúzia, Azerbajdzsán, Kazahsztán, Kína, Mongólia, Észak-Korea, kalinyingrádi területének pedig Litvánia és Lengyelország.
| N. Nor. Svédország Fin. Li. L. É. Feh. Len. Ukr. G. A. Kazahsztán Üz. Tü. I. Mongólia Kína Jap. MOSZKVA Murmanszk Kalinyingrád Arhangelszk Viborg Szentpétervár Petroz. Nyizsnyij Novgorod Kazany Rosztov-na-Donu No. Tuapsze Volgográd Asztrahán Szocsi Jekatyerinburg Cseljabinszk Norilszk Omszk Novoszibirszk Krasznojarszk Irkutszk Holmszk Nyevelszk Habarovszk Anadir Provigyenyija Jakutszk Magadan Nahodka Vlagyivosztok Petropavlovszk-K. Bajkál-tó Barents-tenger Kaszp. J e g e s - t e n g e r Bering-tenger Ohotszki-tenger Csendes- óceán Elbrusz Urál S z i b é r i a Sp. |
| térkép szerkesztése |

Oroszország legtávolabbi pontjai 8000 km-re vannak egymástól (a Föld felszínén mérve). Ezek a pontok: északnyugaton az a 60 km-es földnyelv, amely a lengyel–orosz határon elválasztja a Gdański-öblöt a Visztulától; a délkeleti a Kuril-szigetek déli vége, néhány kilométerre Hokkaidó szigetétől (Japán).
Oroszország 11 időzónát fed le.
Északon végignyúlik Eurázsia legnagyobb részén, és sarki terület is tartozik hozzá. Kedvezőtlen éghajlata miatt e térség népsűrűsége és gazdasági szerepe viszonylag csekély.

### Különleges pontok
- Legészakibb pontja: Fligely-fok (Ferenc József-föld, Rudolf-sziget; 81°52'É);
- legdélibb pontja: Bazardüzü Dag, Dagesztán;
- legnyugatibb pontja: Normeln határőr őrs (Kalinyingrádi terület, Visztula-földnyelv; 19°38'K);
- legkeletibb pontja: Diomede-szigetek (Bering-szoros);
- legmagasabb pontja: Elbrusz, Kaukázus (5633 m).

## Földrajz

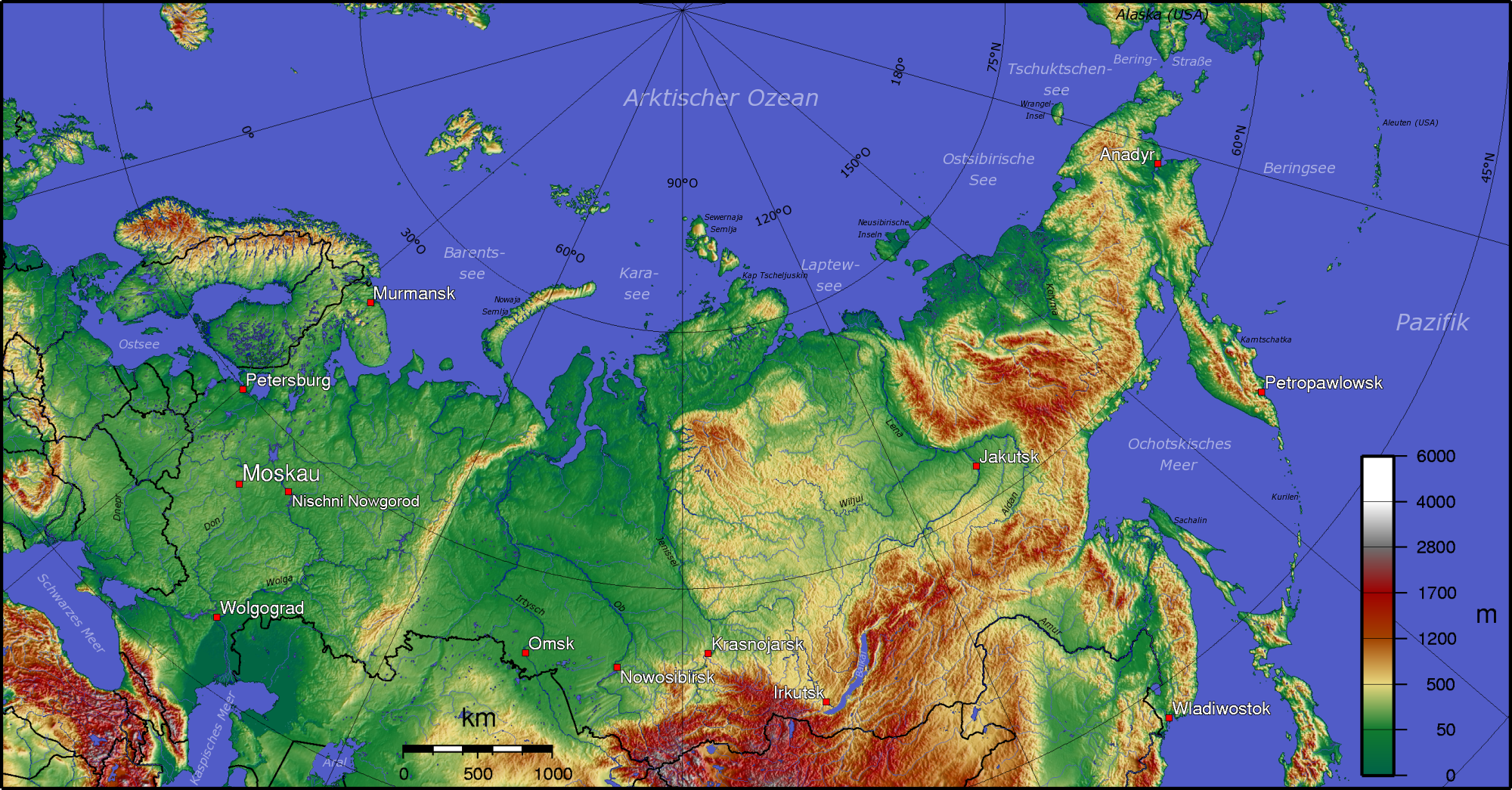
Oroszország domborzati térképe

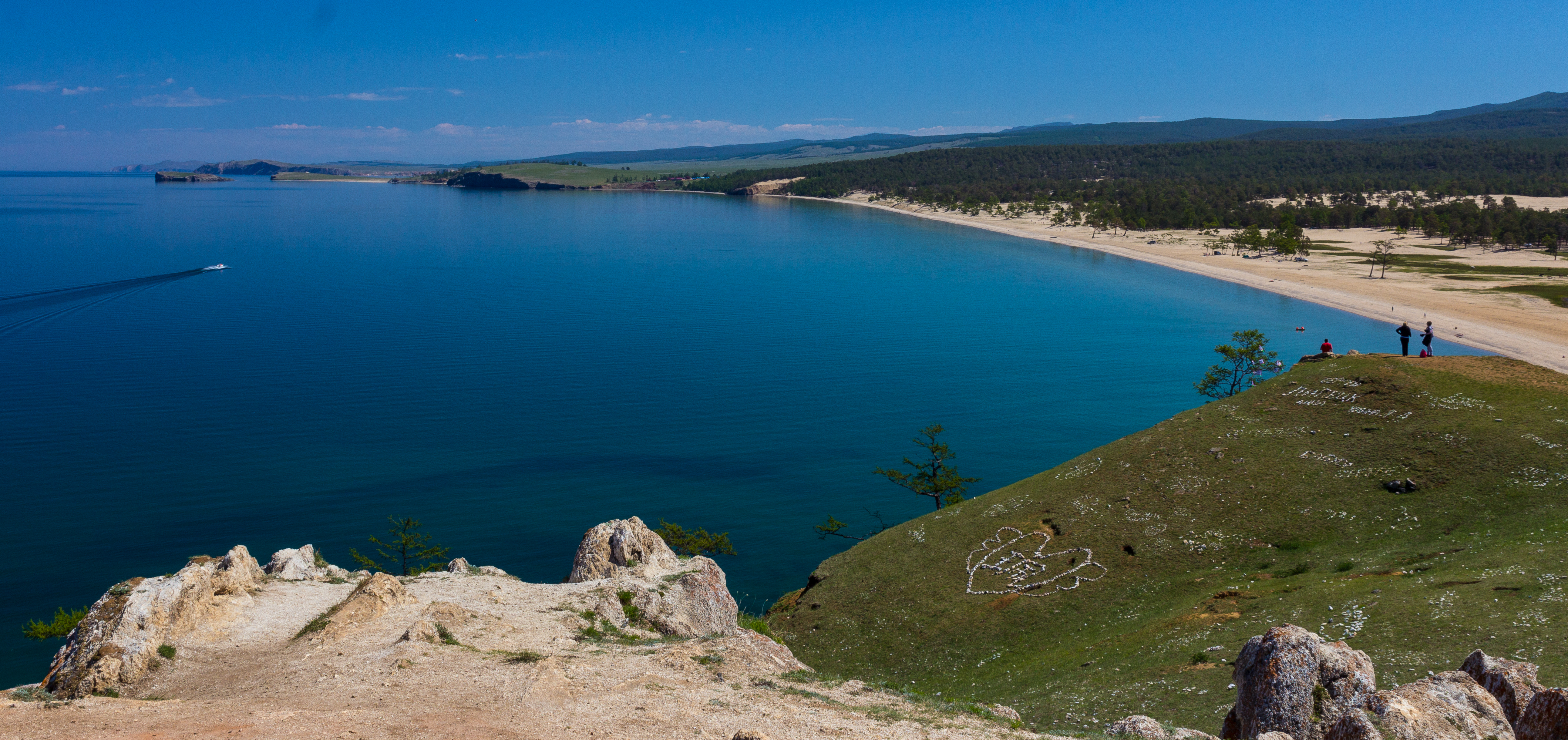
A Bajkál-tó az Olhon szigetnél

A hatalmas távolságok miatt változatos a domborzat, az éghajlat, a növényzet és a talaj. A kelet-európai síkságon északról délre egymást váltják sorban a tundra, tűlevelű erdők (tajga), vegyes és lombhullató erdők, sztyepp és félsivatag a Kaszpi-tenger vidékén, mivel a növényzet változása tükrözi az éghajlat változását. Szibériában hasonló sorozat figyelhető meg.

### Domborzat

#### Partjai, szigetei
- Oroszországnak rendkívül hosszú, 37 000 kilométeres partvonala van a Jeges-tengerrel (vagy Északi-sarki-óceánnal) és a Csendes-óceánnal, illetve ezek melléktengereivel, valamint az Atlanti-óceán különböző melléktengereivel, emellett gyakran szintén tengerpartnak tekintik a Kaszpi-tenger partját is, földrajzi és nemzetközi jogi tekintetben egyaránt.
- A Jeges-tengerhez tartozik a Barents-tenger melléktengerével, a Fehér-tengerrel, továbbá a Kara-tenger, a Laptyev-tenger, a Kelet-szibériai-tenger és a Csukcs-tenger.
- A Csendes-óceánhoz tartozik a Bering-tenger, az Ohotszki-tenger és a Japán-tenger, a Kuril-szigetek és Kamcsatka délkeleti partjai pedig az óceán főtömegével érintkeznek.
- Az Atlanti-óceán közvetett melléktengerei a Fekete-tenger melléktengerével, az Azovi-tengerrel, illetve a Balti-tenger.
- A legnagyobb orosz szigetek: Novaja Zemlja (Új-föld), Ferenc József-föld, Új-szibériai-szigetek, Vrangel-sziget, a Kuril-szigetek és Szahalin. Kisebb szigetei vannak a Balti-, Fekete- és a Kaszpi-tengeren.

#### Szárazföldi területei

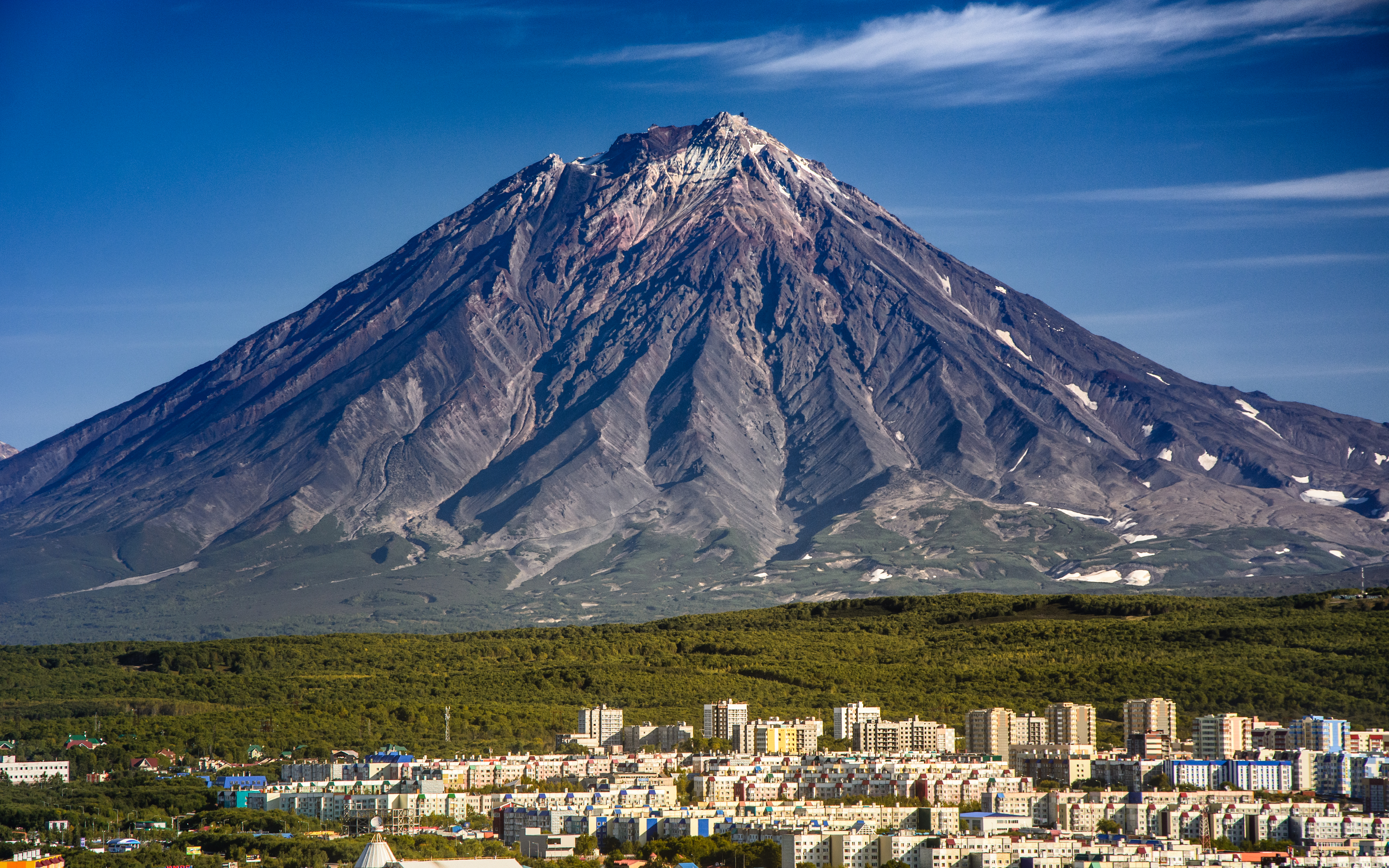
Kamcsatka, Korjakszkij-vulkán

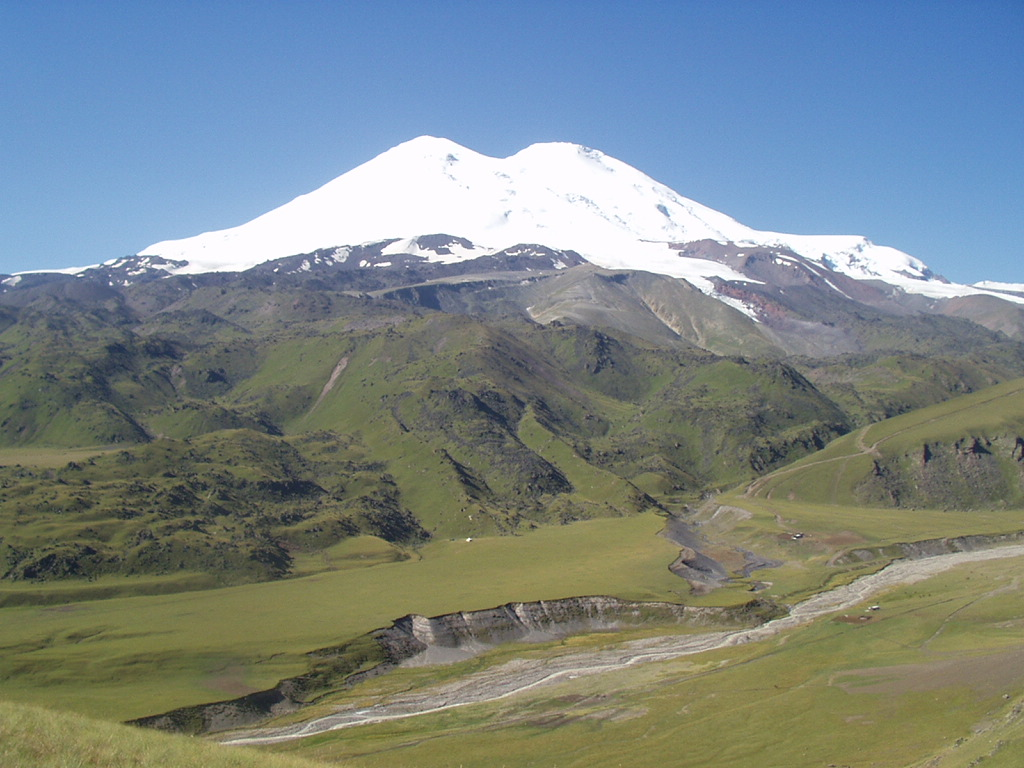
Az Elbrusz hegye, a Kaukázus és egyben Oroszország legmagasabb pontja

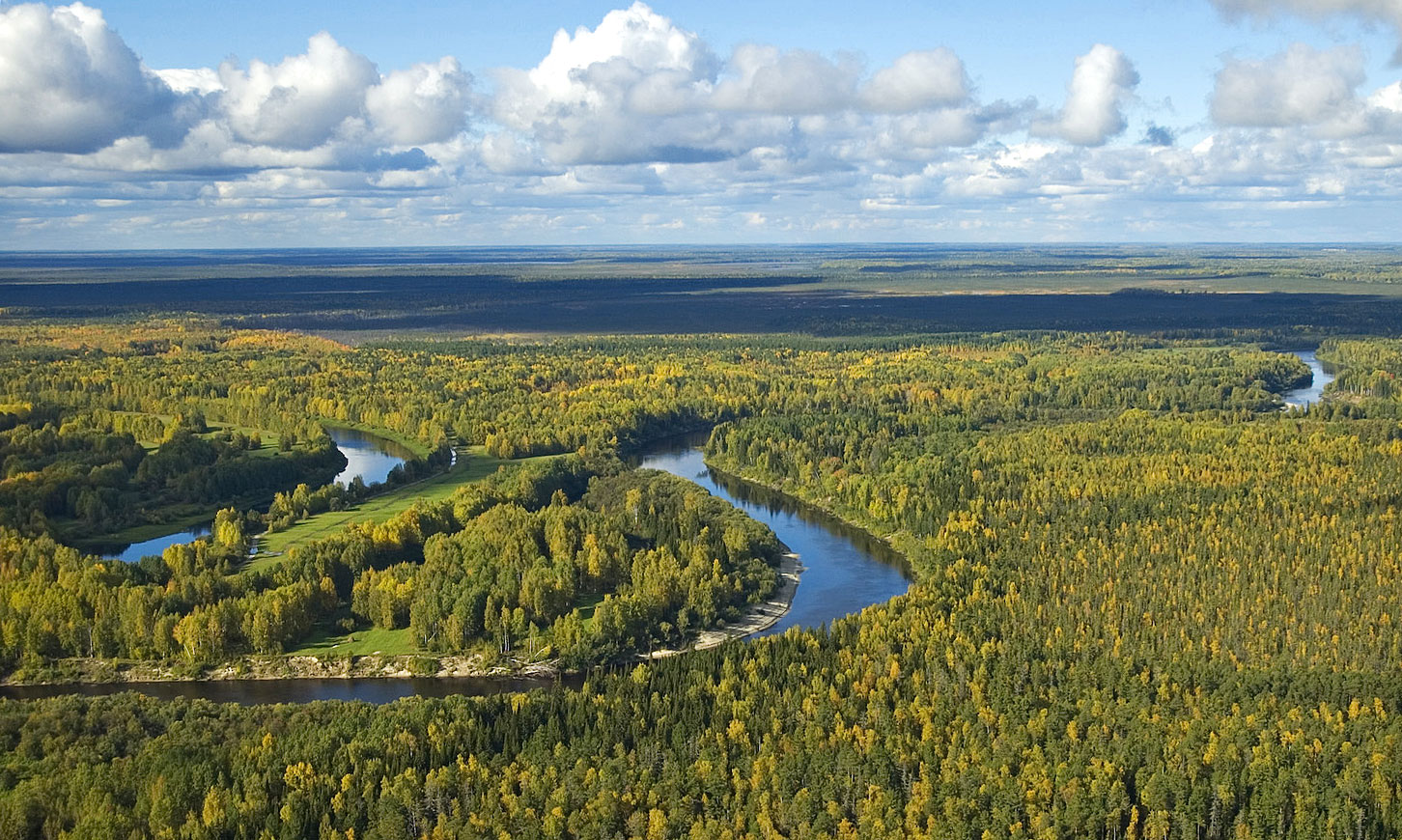
Nyugat-szibériai-alföld

Oroszország területének nagy részét óriási síkságok borítják. Fő tájegységei:
- A Kelet-európai-síkság vagy Orosz-síkság: Oroszország európai részén fekszik, dél felől a Kaukázus, keletről az Urál választja el a Nyugat-szibériai-alföldtől. Csak kevés helyen éri el a 300 méteres magasságot. Mezőgazdaságilag igen termékeny vidék, de ásványkincs-lelőhelyekben is gazdag.
  - Északnyugati részén a Kola-félszigettel és Karéliával határos. A Kola-félsziget geológiailag a Balti-pajzshoz kapcsolódik. A jég lecsiszolta a kőzetét és keskeny vonulatokat hozott létre. A mélyedésekben tavak helyezkednek el. A legnagyobbak az Onyega és a Ladoga, melyeket tektonikus süllyedés hozott létre. Az Onyega-tó és az Urál között óriási kiterjedésű síkság fekszik morénavidékekkel.
  - Északi részén tundravidékek jellemzőek, ettől kissé délebbre már erdős hátságok fekszenek: Szmolenszk–Moszkvai-hátság, Balti-hátság.
  - Középső és déli részének nagyobb tájegységei: Volhínia-podóliai-hátság, Dnyeper menti síkság, Közép-orosz-hátság, Volga menti hátság, Oka–Don-síkság.
  - Keleten az Obscsij szirt és az Elő-Urál magasabb fekvésű területei fekszenek.
  - Legdélebbi területe a Fekete-tengeri-síkság és a Kaszpi-mélyföld. A mélyföldön kiterjedt sós tavak helyezkednek el, mint az Elton-tó vagy a Baszkuncsak-tó.
- Az Urál hegység: vonulatai választják el Európát Ázsiától, keleti lábánál található a kontinensek határa. A Jeges-tengertől a Kazah-sztyeppéig, észak–déli irányban 2000 km hosszan magasodik. Szélessége 50–170 km között mozog. A hegységet 300-400 méteres hátságok tagolják. Átlagos magassága 600 méter körül alakul, legmagasabb hegye az 1894 méter magas Narodnaja Gora a hegység északi részén. Sok ásványi lelőhellyel rendelkezik. Öt tájegységre osztható: Sarki-Urál, Sarkközeli-Urál, Északi-Urál, Középső-Urál, Déli-Urál.
- A Kaukázus: Oroszország déli vidékét a Fekete-tengertől a Kaszpi-tengerig fiatal lánchegység foglalja el, mely két nagyobb vonulatból áll: a Nagy-Kaukázus és az Elő-Kaukázus vagy Kis-Kaukázus. Hatalmas kiterjedésű, Oroszország legnagyobb területű hegysége kb. 440 000 km²-rel. Komplikált geológiai struktúrája van. A Nagy-Kaukázus ma is gyűrődik, mozgását vulkáni tevékenység és földrengések követik. Központi részén kialudt tűzhányók sorakoznak, mint az Elbrusz, Oroszország legmagasabb pontja (5633 m), a Kazbek (5043 m), vagy a Dih-Tau (5198 m). Centruma kristályos kőzetekből épül fel, külső vonulatai pedig inkább üledékes kőzetekből állnak. Három nagyobb vonulata a Nyugati-Kaukázus, a Magas-Kaukázus és a Keleti-Kaukázus. A Kaukázus láncai főleg nyersanyagokat és kőszenet rejtenek.
- Szibéria
  - A Nyugat-szibériai-alföld: az Uráltól keleti irányban a Jenyiszej folyóig húzódik, így a világ legnagyobb sík alföldi vidéke. Északi határa a Jeges-tenger, dél felé a Szariarkáig és az Altajig terpeszkedik. Észak felé lejtő terület, folyói majdnem mind az Ob vízrendszeréhez tartoznak. Tundrás, tajgás és erdős sztyeppés, változatos táj sok kis tóval, fűtőanyagok lelőhelye. Az alföldtől délre fekszik az Altaj hegység, legmagasabb pontja a Beluha (4506 m).
  - A Közép-szibériai-fennsík a Jenyiszej és a Léna között terül el. A Lénától keletre Északkelet-Szibéria magasabb hegységei emelkednek, melyek több hegyvonulatból állnak, a hegycsúcsok magassága 2300–3200 m között váltakozik. A legnagyobb hegységek: a Verhojanszki-hegylánc, a Cserszkij-hegylánc és a Kolima-hegyvidék. A Kamcsatka-félsziget hegysége, mely a Pacifikus-hegységrendszer tagja, aktív vulkánjairól híres. Körülbelül 160 vulkánja közül 28 működik. A legmagasabb a Kljucsevszkaja Szopka 4750 méterrel, az egyik leglátogatottabb az Avacsinszkaja Szopka (2738 m), a legaktívabb pedig a Karimszkij-vulkán.
  - Közép- és Kelet-Szibériától déli irányban további hegyvidékek csatlakoznak kelet felé és nyúlnak a Csendes-óceánig, köztük a Szajánok, a Jablonovij-hegyvonulat és a Sztanovoj-hegylánc.

### Vízrajz

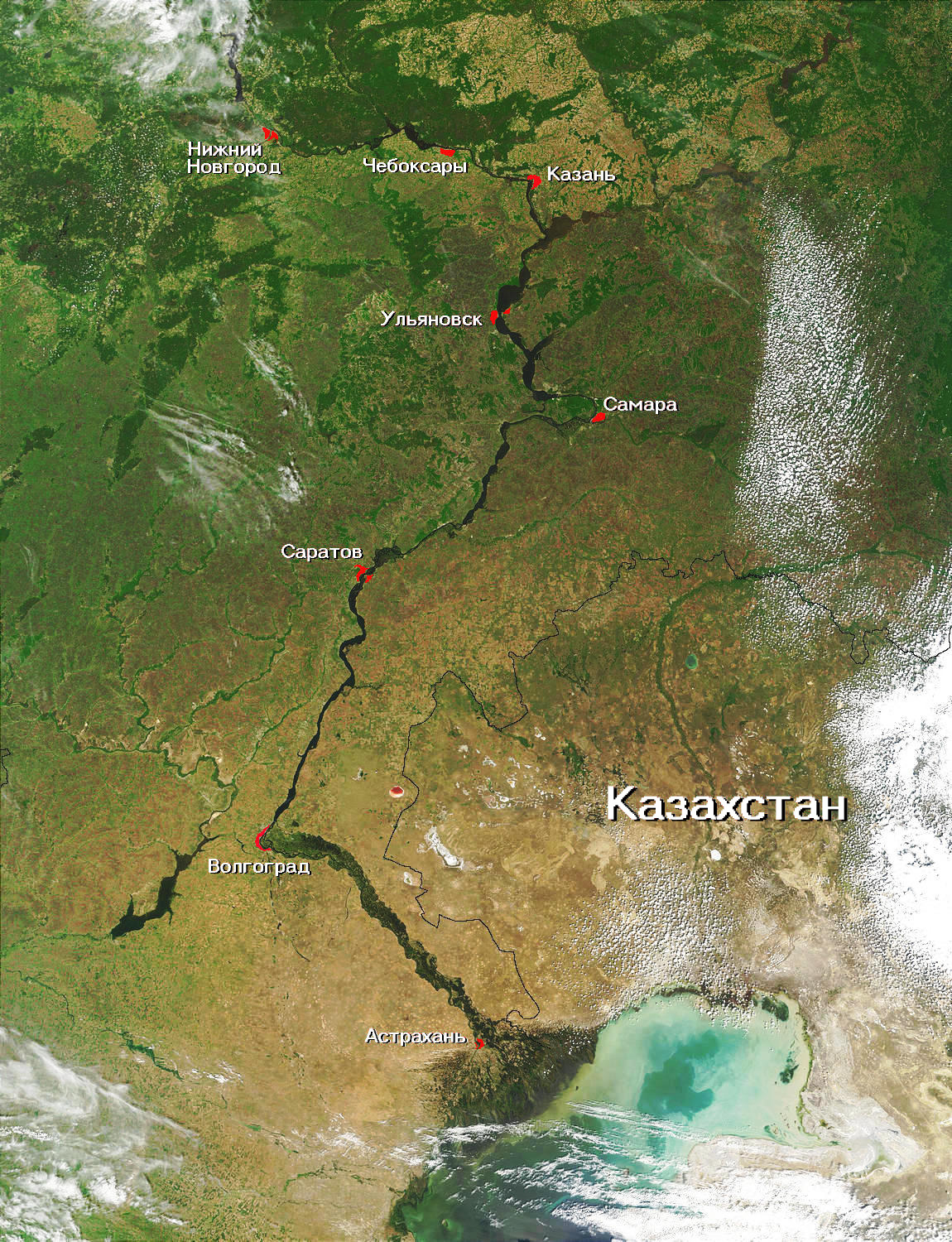
A Volga és torkolata a Kaszpi-tengernél

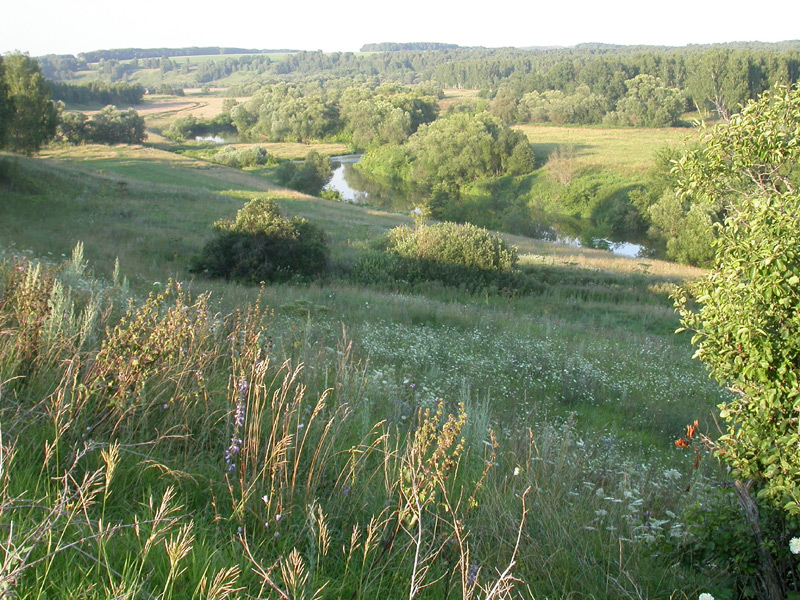
Tájkép Moszkva környékén

#### Tavai
Oroszországban mintegy 200 000 tó található. Legnagyobb tavai: a Bajkál-tó (31 500 km²) , a Ladoga-tó (18 400 km²) és az Onyega-tó (9890 km²).
A Kelet-európai-síkság északi táján, a Nyugat-szibériai-alföld egyes részein és Északkelet-Szibéria területén hatalmas mocsárvilágot láthatunk.

#### Folyói
A leghosszabb folyók Szibériában és a Távol-Keleten vannak, a fő folyók nagyság szerinti sorrendben: Ob, Amur, Léna, Volga, Jenyiszej. Több folyója fontos szerepet játszik mint víziút vagy energiaforrás, így a Don, a Narva, a Daugava, a Pecsora, a Kubán és a Tyerek.
A Jeges-tenger felé haladnak:
- Jenyiszej – 5940 km, a legtöbb vizet szállító folyó;
- Ob – 3680 km, az Irtissel – 5642 km, Ázsia leghosszabb vízrendszere;
- Léna – 4400 km;
- továbbá a Kolima, az Olenyok, az Ingyigirka, a Pecsora és a Hatanga-Kotuj.

A Kaszpi-tenger felé haladnak:
- Volga – 3530 km, Európa leghosszabb folyója, mellékfolyói az Oka és a Káma.

A Fekete-tenger irányába haladnak:
- a Dnyeper (2285 km), a Don (1970 km).

A Csendes-óceánba ömlik:
- Amur – Silka – Onon vízrendszer – 4400 km.

Csatornái:
Mesterséges csatornarendszere, víziút-hálózata a Szovjetunió korszakában épült fel, az 1930-as évektől kezdődően. Moszkvát ezért 5 tengerről is el lehet érni vízi úton. Legfontosabb hajózható csatornái:
- Balti–Fehér-tenger-csatorna (1933, 227 km);
- Moszkva–Volga-csatorna (1937, 128 km);
- Volga–Don-csatorna (1952, 101 km);
- Pecsora–Káma-csatorna – a Volga vízhozamának növelésére, a Kaszpi-tenger vízszintjének apadása ellen építették.

### Éghajlat
Az Oroszországi Föderáció éghajlatának kialakulására néhány meghatározó tényező volt hatással. A hatalmas méretek, illetve sok területnek a tengertől való jelentős távolsága miatt a kontinentális éghajlat az uralkodó. Északon a szubarktikus éghajlat a jellemző. Az ország déli részének hegységei megakadályozzák a meleg légtömegek beáramlását az Indiai-óceán felől, a nyugat és észak felé nyitott síkságok kiteszik az országot az arktikus (sarkvidéki) és az óceáni befolyásoknak. Emiatt az ország nagy részén csak két évszak különül el világosan: a tél és a nyár; a tavasz és az ősz rövid ideig tart. A leghidegebb hónap a január (a tengerparton a február), a legmelegebb általában a július.
Oroszország négy éghajlati övezetben fekszik: arktikus, szubarktikus, mérsékelt és szubtropikus; a legkiterjedtebb a mérsékelt övezet. Szubtropikus éghajlata egy kis területnek van a Fekete-tenger partján, Szocsi környékén.
Télen a hideg szárazföldi légtömegek miatt magas légnyomású területek alakulnak ki az ország belső területein; a január közepi légnyomás Szibéria déli részén 1040 millibar; ettől a területtől nyugatra terjed Oroszország határai mentén Kazahsztántól Ukrajnáig. A magas légnyomású területeken Oroszország európai részén a délnyugati szelek dominálnak, Szibéria nagy részén a déli szelek, a Távol-Keleten az északnyugati szelek uralkodnak. Nyáron fordított a helyzet; a szárazföld belsejében a légtömegek felmelegszenek, és az ország ázsiai részén alacsony légnyomású területek alakulnak ki, ezért a nyári szélirány a téli ellentéte; Oroszország európai részén nyáron általában északnyugati szelek fújnak, Szibériában északi, a Távol-Keleten délkeleti az uralkodó szélirány.

### Növény- és állatvilág

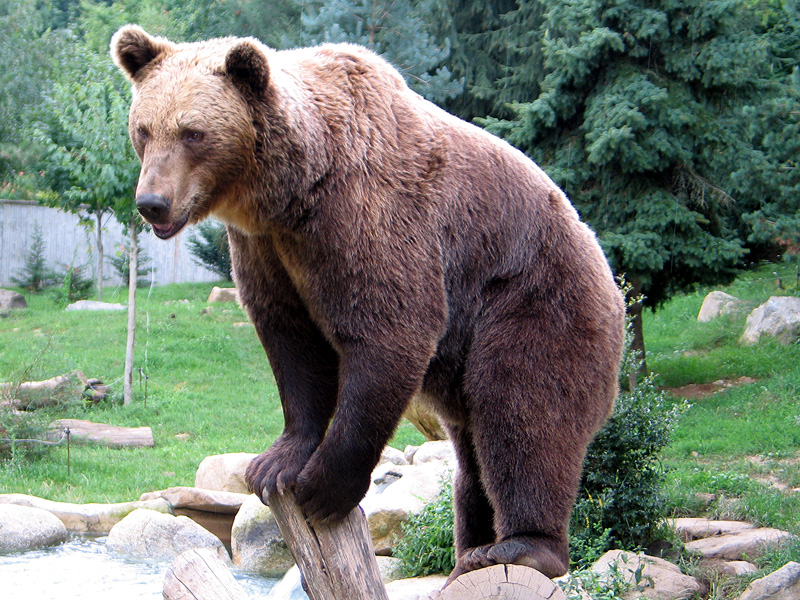
Barna medve, az ország nemzeti állata

Növény- és állatvilága övezetes, északról délre haladva:
- Sarkvidéki: a jégvilág élőlényei a különféle moszatok.
- Tundra: főként mohák, zuzmók nőnek, de a déli részen már a törpecserjék (nyír, fűz) is megjelennek. Nyáron madárseregek lepik el a tundrát. Jellegzetes állatai a rénszarvasok és a lemmingek.
- Erdős tundra: a Föld legnagyobb kiterjedésű fenyő-őserdeje. Itt él a hóbagoly és a sarki róka.
- Tűlevelű erdők (tajga) és lombos erdők: lucfenyő, szibériai lucfenyő, kamcsatkai jegenyefenyő, szibériai jegenyefenyő, vörösfenyő stb. Ligetszerű foltokat alkot a fenyők között a nyír- és a nyárfa. A fenyők között hatalmas tőzegmoha lápok alakulnak ki. Nyáron szúnyogok milliárdjai élnek itt. Az erdők állatvilága gazdag: prémes állatok (coboly, nyérc, hermelin, vidra, hód), ragadozók (barna medve, hiúz, farkas, rozsomák) és rágcsálók egyaránt élnek itt.
- Erdős sztyepp: északon a vegyes erdő, délebbre a lombhullató erdő a természetes növénytakaró. Állatai a rágcsálók, az őz, a vaddisznó és a védett területeken az európai bölény.
- Sztyepp: növényzete a füves puszta. Az állatvilágot sokféle rágcsáló (egér, pocok, ürge, hörcsög, mormota), madarak (daru, túzok) és ragadozók (róka, farkas) képviselik.
- Félsivatagi: szárazságtűrő gyér növényzet tengődik: például a sótűrő üröm, a tevetövis. Az állatvilág is alkalmazkodik a szárazsághoz és a hőséghez (hüllők, sivatagi ugróegér).

### Környezeti problémák

#### Levegőszennyezés
2020 táján az ország levegőszennyezésének több mint 80 százaléka a járművek kibocsátásából származik, különösen az európai részen, például Moszkvában és Szentpéterváron. De nem ezek a városok a legszennyezettebbek Oroszországban, hanem azok, amelyek Szibériában és az Urálban találhatók. Ezeken a területeken a szennyezés fő forrása az ipar. Itt összpontosul az ország bányászata, vegyipara és nehézipara.
A szibériai ipari nagyvárosokban, mint például Jakutszkban, Norilszkban, valamint más nagyobb ipari központokban magas a levegőszennyezettség szintje.

#### Vízszennyezés
Bár az ország köztudottan bőséges vízkészlettel rendelkezik, a polgárok körében az első számú gond a tiszta és biztonságos ivóvízhez való hozzáférés. 
Több mint 2 millió tóval és sok ezer folyóval Oroszország adja a Föld édesvízkészletének 1/4-ét. E bőség ellenére a vízszennyezés komoly aggodalomra ad okot az ország számára, különösen Moszkvában. Vízellátásuk több mint fele nem felel meg a biztonsági előírásoknak. A talajvízben és a felszíni vizekben nagy mennyiségű nehézfém, kén, valamint egyéb szennyező anyagok találhatók.
Az oroszországi vízforrások szennyezésének nagy része még Sztálin uralma alatt, 1941 és 1953 között kezdődött. Sztálin azt akarta, hogy a Szovjetunió gazdaságilag utolérje a nyugati országokat, és ennek eredményeként a gyárak nem törődtek a környezetvédelmi előírásokkal, annak érdekében, hogy a szükséges árukat a lehető leggyorsabban előállítsák.
Ma a felszíni vizek nagy része szennyezett. Számos városban és településen egészségügyi problémákat okozott, hogy a szennyvíznek csak egy töredékét tisztítják meg teljesen. Problémát jelent a vízvezetékek rossz állapota is. A csövek erősen korrodálódtak, javításra és cserére szorulnak, nem képesek megfelelően működni, hanem még több nehézfém kerül az ivóvízbe, a talajba és a talajvizekbe.
Az ipari és vegyi hulladékok gyakran a folyómederbe vagy a vízpartra kerülnek, beleértve a hidrogén-szulfidot is, amely eseteket aztán Fekete- és a Kaszpi-tengerben tapasztalható nagymértékű halpusztulással hoztak összefüggésbe. A Bajkál-tó mellett működő papírgyárak korábban szintén komoly környezetszennyezést okoztak, de itt a környezetvédelmi erőfeszítések azóta nagymértékben csökkentették a tó ökológiai terhelését.
2020-as évek elején az országban több mint 11 millió embernek még mindig nincs hozzáférése biztonságos ivóvízhez.

#### Nukleáris szennyezés
1993-ig a Japán-tengerbe süllyesztettek nukleáris hulladékokat, amelyeknél nem biztonságos lerakási módszereket alkalmaztak.  
Az atomfegyverek tesztelése és gyártása szintén komoly negatív hatással volt a környezetre, például Cseljabinszk közelében.
Urál-hegység déli részén található Karacsáj-tó a Szovjetunió radioaktív hulladék lerakóhelyeként működött. Ma a nukleáris szennyezés tekintetében a Föld legszennyezettebb pontjai közé tartozik.
A becslések szerint 2020-ra összesen mintegy 500 millió tonna nukleáris hulladék halmozódott fel az országban.

#### Szilárd hulladék
2019-ben csaknem 70 millió tonna települési szilárd hulladék keletkezett Oroszországban, ennek a mennyiségnek több mint 90%-a hulladéklerakókba került. Az országban a hulladéklerakók nagyjából egy Hollandia méretével megegyező területet foglaltak el.
2018-ban tömegtüntetések robbantak ki, amikor több mint 200 iskolás került kórházba a moszkvai régióban található Volokolamszk város hulladéklerakójából származó mérgező gázok belélegzése miatt. A tiltakozások 2019-ben más településeken is elterjedtek, köztük Krasznojarszkban, Omszkban, Arhangelszkben és Nyizsnyij Novgorodban, ahol a tüntetők a hulladékégetők bezárását, az új lerakók telepítésének leállítását és az orosz szilárdhulladék-ágazat általános reformját követelték.

### Környezetvédelem

#### Nemzeti parkjai
2020 táján hatvannégy nemzeti park található Oroszországban. A nemzeti parkokat a Természeti Erőforrások Minisztériuma kezeli.

#### Természeti világörökségei
- Az Altaj Arany-hegyei
- Bajkál-tó
- Kamcsatka
- Komiföld őserdői
- Nyugat-Kaukázus
- Putorana-fennsík
- Szihote-Aliny
- Vrangel-sziget
- Uvsz-tó-medence (Mongóliával közös)

## Történelem
Az orosz történelem korszakai:
- Szlávok 862-ig
- Kijevi Rusz (862–1240)

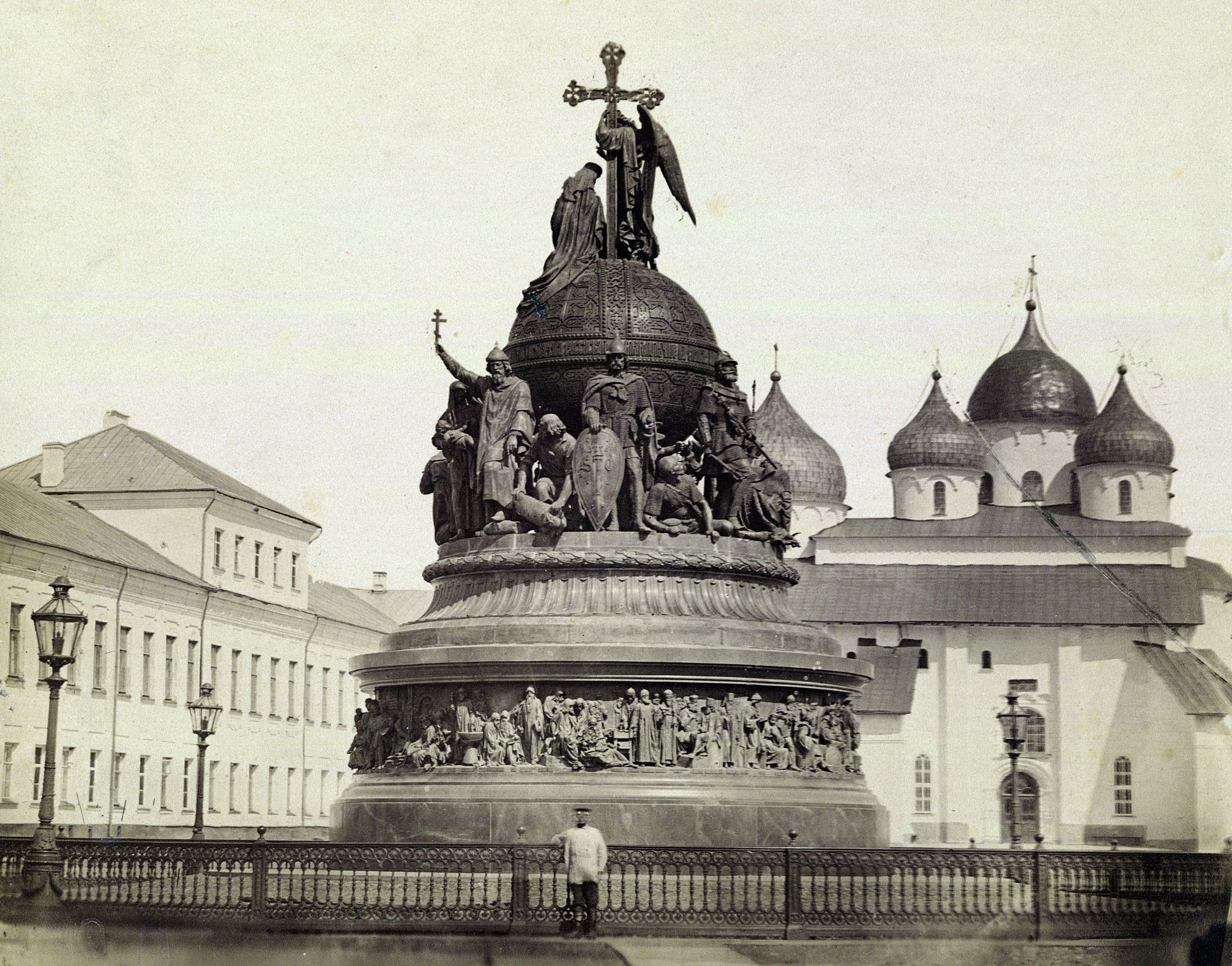
Az Ezeréves Oroszország emlékműve Novgorodban

- Az orosz fejedelemségek kora (XI. század):Halics, Kijev, Novgorod, Volhina, Szmolenszk
- Arany Horda (1240–1380)
- Moszkvai Nagyfejedelemség felemelkedése és az egységes állam megszervezése (1263–1613)
  - III. Iván (1462-1505), "minden oroszok cárja", az egységes állam megszervezése, a tatárok visszaszorítása, Moszkva a harmadik Róma, Zoé bizánci hercegnővel házasságkötés, Bizánci állameszme és annak jelképeinek átvétele (kétfejű sas). [43]
  - III. Vaszilij (1505-1533)
  - IV. Rettegett Iván (1533-1584)
  - Trónharcok kora, a Romanov  dinasztia trónra kerülése.
- Romanov-dinasztia (1613–1917)
  - I. Nagy Péter cár (1682–1725)
  - Terjeszkedés, reformok kora (1725–1796)
  - dekabrista felkelés és megtorlása (1825–1853)
  - Krími háború (1853–1856)
  - II. Sándor, jobbágyfelszabadítás, terjeszkedés (1856–1881)
  - III. Sándor (1881-1894)
  - II. Miklós (1894-1914)
  - 1905-ös orosz forradalom
  - Első világháború, 1917-es októberi orosz forradalom (1914–1917)
- Polgárháború és intervenció Szovjet-Oroszországban (1917–1921)
- A Szovjetunió kora (1922–1991), második világháború, és a hidegháború kora.
- A mai Oroszország (1991 óta)

### AKijevi Ruszés előzményei

A Kijevi Rusz a 11-12. században

A keleti szlávok a népvándorlás korában húzódtak északra, az erdőkbe, amelyek biztonságosabbak voltak a nyílt síkságnál. Ott sok évszázadon keresztül, lassan magukba olvasztották a finnugor népek többségét. A mai Oroszország magját a 8. században harcias skandináv kereskedők, a varégok alapították. 862-ben Ruszik (Rurik), a varégok egyik törzsének feje, államot alapított Novgorodban, az új állam neve Rusz (Русь) lett. Ez elég erős volt ahhoz, hogy dél felé terjeszkedve a sztyeppe szélére, Kijevbe tegye át székhelyét.
A rusz területeket először Oleg (879-912), novgorodi fejedelem egyesíti. 
Az egységes Kijevi Ruszt Nagy Vladimir (978-1015) hozza létre.  Feleségül vette II. "Bolgárölő" Bazileosz bizáncsi császár húgát, majd 989-ben megkeresztelkedett. Ezzel országa a bizánci kereszténység második államává vált, s Kelet-Európa jelentős hatalmává lett.
A Kijevi Rusz virágkora a 10. és 11. század volt. Felvette az ortodox kereszténységet. Uralkodói szoros családi és politikai kapcsolatban álltak az Árpád-házi királyokkal. A későbbiekben részfejedelemségekre bomlott és a tatárjárás idején, 1240-ben végleg elbukott.
A 11–12. századok nagy változásai a Kijevi Ruszra is gyökeres hatással voltak. A kunok támadása, és a keresztes hadjáratok hatására a mai Ukrajna területéről kétirányú vándorlás indult. Ekkor vált szét a kisorosz és a nagyorosz azaz az ukrán és az orosz nép. A keletre, északkeletre vonuló nagyorosz törzsek fokozatosan elfoglalták az Felső-Volga vidékét, gyarmatosították ezt a finnugor törzsek által lakott térséget. A gyarmatosítás nem erőszakos eszközökkel történt a nagy terület gyenge lakosságmegtartó képességének következtében könnyen találtak az orosz gyarmatosítók a letelepedéshez helyet. .

### A moszkvai állam
Nem került minden orosz fejedelemség tatár uralom alá. Kijev bukásával egy időben Novgorod képes volt visszaverni a Német Lovagrend támadását, és a tatár uralmat is elkerülte. Mégsem Novgorod lett az újkori orosz állam bölcsője, hanem Moszkva. Pedig Moszkva fejedelme az Arany Horda kánjának vazallusa volt még sokáig. Lassanként mégis képes volt saját uralma alatt egyesíteni az orosz fejedelemségeket.
Elterjedt felfogás szerint a tatár uralom torzította el az orosz fejlődést, akkor tért el az általános európai fejlődési úttól. A korábbi időszakok kezdetleges önkormányzatai megsemmisültek, a személy jogának fogalma értelmezhetetlen volt abban a társadalomban.
Oroszország első cárja (királya) Rettegett Iván volt. Sokat tett az ország katonai erejének növelése érdekében és megkezdte azt a külpolitikát, amely a legújabb korig folyamatosan kimutatható: kijutni a meleg, jégmentes tengerre. Ez a törekvés hajtotta a szibériai terjeszkedést is. Rettegett Iván halála után egy hosszú, zavaros korszak következett. Ekkor foglalták el Moszkvát többször a lengyelek.

### A cári birodalom

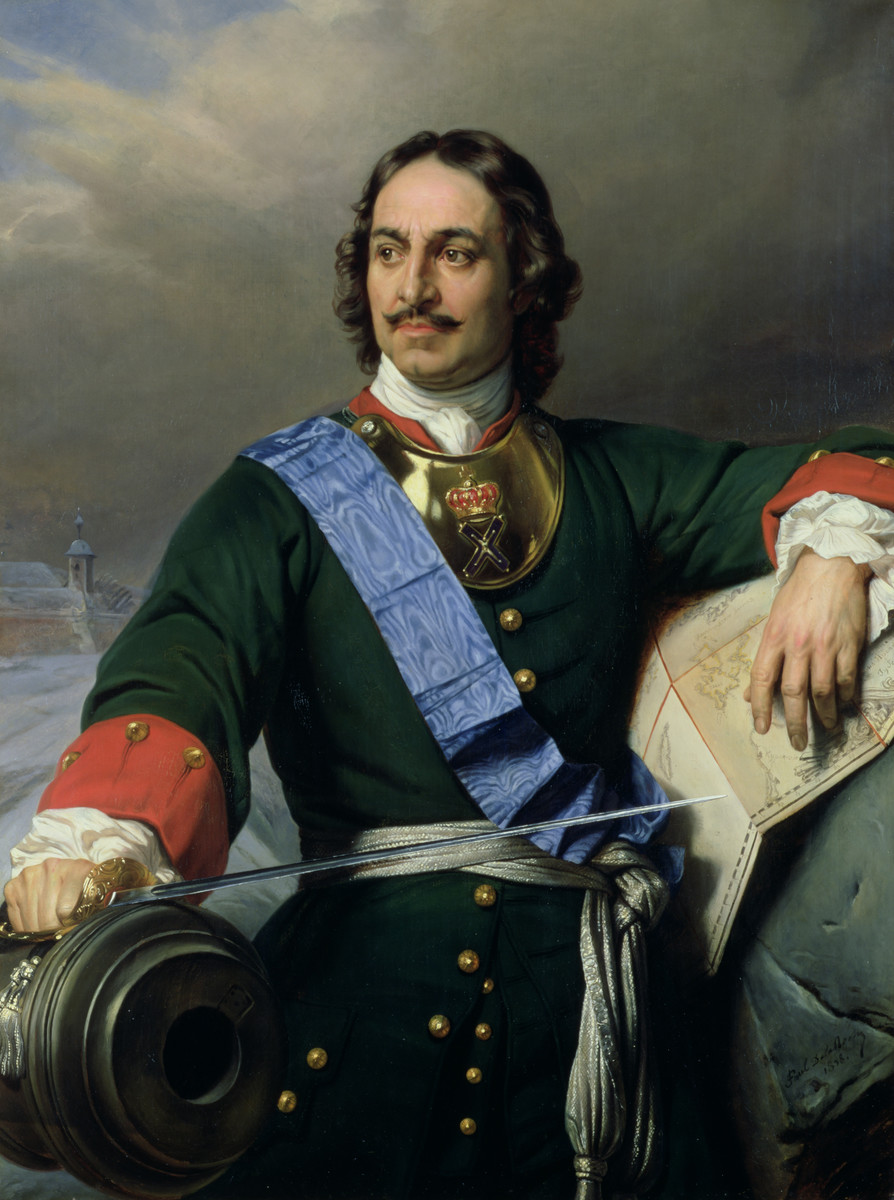
I. (Nagy) Péter cár

Mihály cár 1613-ban megalapította az 1917-ig uralkodó Romanov-dinasztiát, melynek egyik legjelentősebb alakja I. (Nagy) Péter cár volt. 1689-től erős, nyugati mintára szervezett államot hozott létre. Oroszország a napóleoni háborúk idejében lett vitathatatlanul európai nagyhatalom. Napóleon császár bukásának közvetlen oka oroszországi hadjáratának kudarca. A 19. század folyamán ugyan jelentős ipar épült ki Oroszországban, de a feudális viszonyok sokáig fennmaradtak és azok lebontása után sem volt képes az ország korszerű demokráciává válni. A 20. század elejére Oroszország katonailag is meggyengült, vereséget szenvedett az 1905-ös orosz–japán háborúban és bár az első világháborúban a győztes antant hatalmak-hoz tartozott, jelentős engedményekre kényszerült a Breszt-litovszki béke tárgyalásokon.

### Szovjetunió
1917-ben megdöntötték a cárizmust, és a bolsevikok vették át a hatalmat. A bolsevikok hatalomra kerülése után 1918-ban a szovjetek (tanácsok) összoroszországi kongresszusa tanácsköztársasággá kiáltotta ki Oroszországot. Az ezt követő polgárháború idején alakult meg az Ukrán SZSZK, a Belorusz SZSZK és a Kaukázusontúli Szovjet Szövetségi Szocialista Köztársaság. 1922-ben Oroszország és e három másik szovjetköztársaság megalakította a Szovjet Szocialista Köztársaságok Szövetségét, a Szovjetuniót. A későbbi tagköztársaságok az 1930-as években a 19. századtól Oroszországhoz tartozó közép-ázsiai területeken szerveződtek meg, majd az 1940-es években a Szovjetunió nyugati terjeszkedését követően. Az uniót a Szovjetunió Kommunista Pártja irányította, amely politikai alakulat 1912-től 1991-ig létezett.
Sztálin (1922-től 1953-ig az ország vezetője, különböző tisztségekben) idejében kemény diktatúra alatt éltek a Szovjetunió népei, a rettegés légköre uralta az országot. Senki sem volt biztonságban, a kommunista párttagok sem. Rendkívül erőltetett ütemű iparosítás folyt, ennek mellékhatásaként éhínség pusztított Ukrajnában. A második világháború alatt a háborús erőfeszítés kivéreztette a lakosságot. A Szovjetunió 26 millió állampolgára halt meg a harcok következtében. Az anyagi kár is rettenetes volt. De a háború végén a Szovjetunió volt a világ két szuperhatalma közül az egyik.
A rendkívül soknemzetiségű országot az 1950-es évektől 1991-ig 15 tagköztársaság, 20 autonóm köztársaság, 8 autonóm terület és 10 autonóm (1977-ig nemzetiségi) körzet alkotta, amelyeket összesen 120 területre és határterületre, továbbá több mint 3000 járásra osztottak. A különböző szintű autonómiák formálisak voltak, valójában mindent Moszkvából irányítottak. A Szovjetunió majdnem 70 éves fennállása alatt jelentős hatalommá vált. 1985-től a Gorbacsov által megfogalmazott és meghirdetett nyitás (glasznoszty) és átalakítás (peresztrojka) politikájának hatására megkezdődött a Szovjetunió belső felbomlása, megerősödtek a nacionalista függetlenségi törekvések, főként a Baltikumban és a Kaukázus vidékén. A folyamat 1991 augusztusáig tartott, amikor egy sikertelen puccskísérletet követően a tagköztársaságok egymás után kiáltották ki a függetlenségüket és elszakadtak a központi hatalomtól. A Szovjetunió hivatalosan 1991. december 25-én szűnt meg, a jogfolytonosságot Oroszország vette át a nemzetközi szervezetekben.

### Oroszország ma

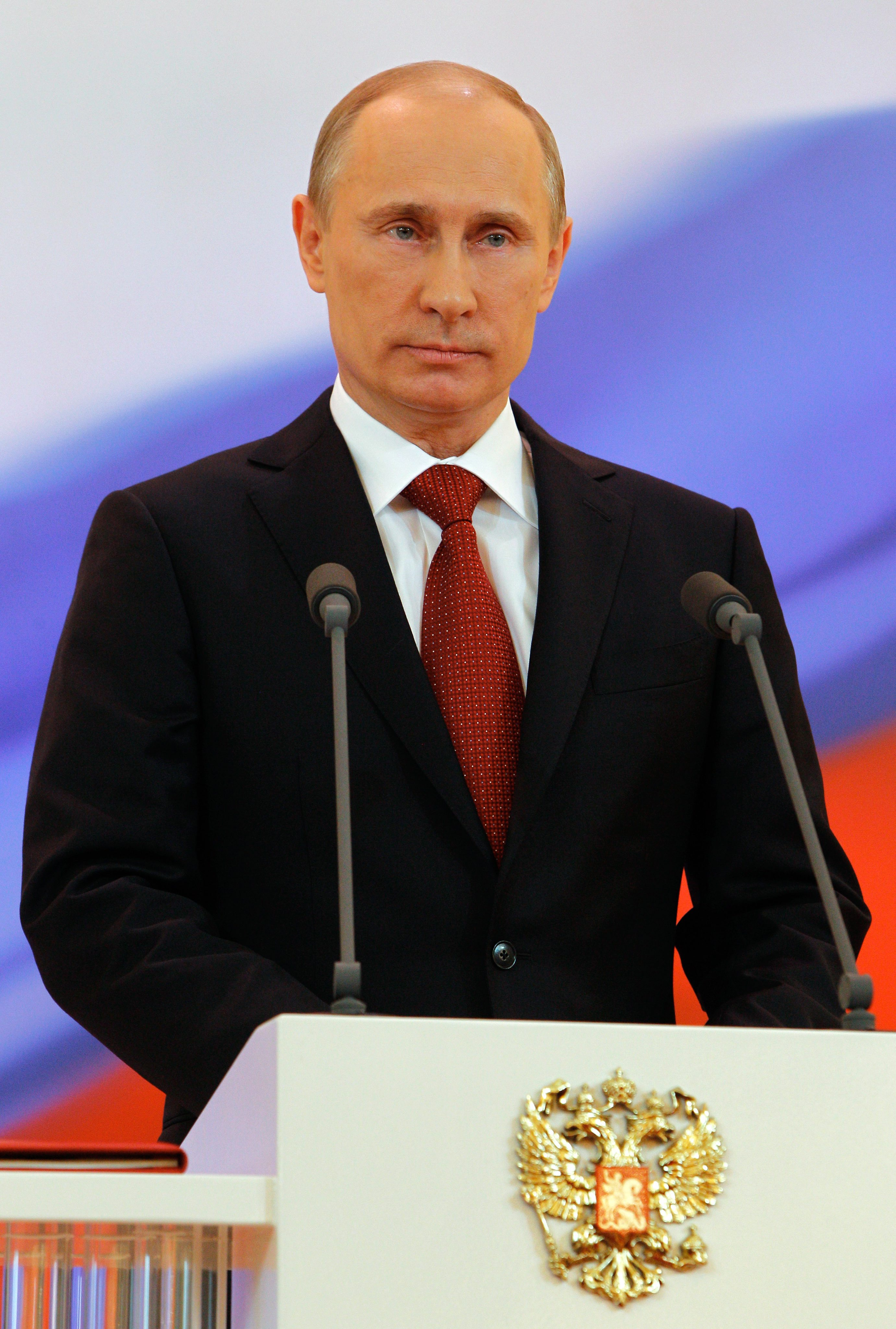
Vlagyimir Vlagyimirovics Putyin

A függetlenségi törekvések Oroszországon belül is tovább erősödtek, ezek közül a legfontosabb a függetlenségét 1991 novemberében kinyilvánító Csecsenfölddel vívott két véres háború. Az első (több mint 100 000 áldozatot követelő) 1994–1996 között folyt, a másik 1999-től 2009 áprilisáig tartott.
A rendszerváltás nagyon súlyos árat követelt Oroszország lakosságától. Az ipari termelés és az életszínvonal nagyon lehanyatlott. A kilencvenes évek elején rendszertelenül fizették a nyugdíjakat, több éves elmaradás sem volt ritka. A születési arányszám rendkívül alacsonyra szállt, a halálozási az egekbe szökött. Nagyon rövid idő alatt kialakult egy újgazdag réteg, amely a kezére került tőkét biztonságosabb helyre, Oroszországon kívülre menekítette, így a gazdaságot a nagyarányú tőkekivonás is sújtotta. A kedvezőtlen folyamatok Putyin elnökké választása után fordultak meg. Az olajjövedelmek segítségével sikerült konszolidálni a gazdaságot. A technológiai, társadalmi és politikai lemaradást azonban nem sikerült behozni a Nyugattal szemben, sőt: az ország termelékenysége az óriási olajbevételek ellenére nem éri el Olaszországét, a fele akkora lakossággal rendelkező Németország nominális GDP-je pedig több mint kétszerese az orosznak. Míg Németország 2023-ban a világ harmadik legnagyobb gazdasága volt az Egyesült Államok és Kína után, Olaszország pedig a nyolcadik, addig Oroszország csupán a tizenegyedik. Még nagyobb a kontraszt az egy főre jutó adatokat tekintve. Óriási probléma, hogy az ország Putyin elnök irányítása alatt katonai autoriter rezsimmé vált, amely kedvezőtlen társadalmi körülményeket teremtett a fiatal értelmiség számára. Az országból folyamatos az elvándorlás, a versenyképességet pedig tovább rontja, hogy a nyugati szankciók elvágják az ipart a csúcstechnológiától.
2011. május 20-án a parlament megszavazta a téli időszámítás eltörlését.
2014. március 18-án a Krími Köztársaság és Szevasztopol városa önálló föderációs alanyokként csatlakoztak az Oroszországi Föderációhoz, de ezt a nemzetközi közösség nem ismeri el.
A Krím-félsziget 2014-es orosz annektálása után az Egyesült Államok és az Európai Unió gazdasági szankciókat vezetett be ellene. 2022-ben, miután az orosz hadsereg megtámadta Ukrajnát, a Nyugat további szankciókat vetett ki ellene.
2024 augusztusàban az ukrán hadsereg védekező stratégiája részeként modern nyugati fegyverekkel meglepetésszerűen betört Oroszország területére és ellenőrzése alá vont több orosz települést is, ezzel az ország jelenkori történetében először szállták meg területének egy részét külföldi erők. 2025 júniusában ezt újabb támadás követte: a dróntámadások az orosz légi támaszpontok ellen irányultak mélyen Oroszország területén és az orosz légierő egy jelentős részét meg is semmisítették. 

## Politika és közigazgatás

### Alkotmány, államforma
|                          |                                          |
| Vlagyimir Putyin (elnök) | Mihail Misusztyin (miniszterelnök, 2022) |

Az Oroszországi Föderáció félelnöki rendszerű szövetségi köztársaság.

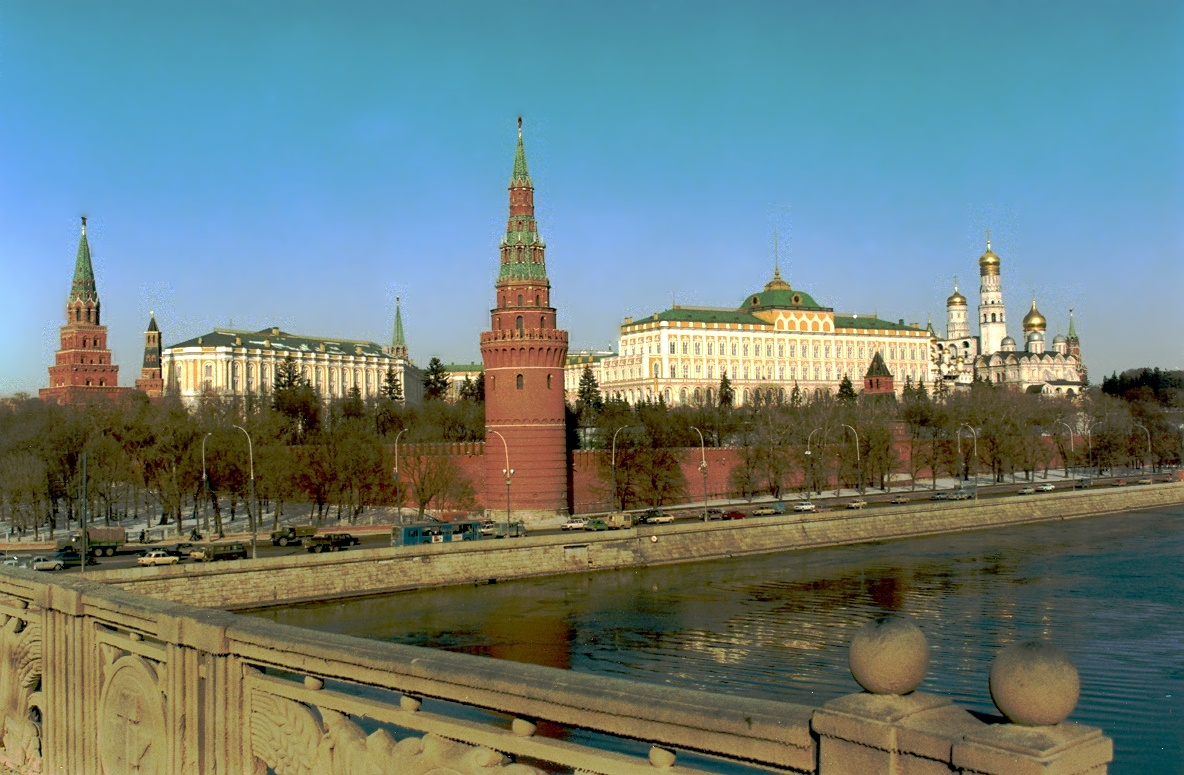
A moszkvai Kreml, Oroszország elnökének hivatalos székhelye

Az elnököt, – aki az államfő, – a nép közvetlenül választja, és hat éves mandátummal rendelkezik. A gyakorlatban 2000-es megválasztása óta Vlagyimir Putyin uralja Oroszország politikai rendszerét és az ország demokratikus visszaesést mutat. Autoriter állammá, gyakorlatilag diktatúrává vált.

### Törvényhozás, végrehajtás, igazságszolgáltatás
Az Orosz Föderáció többpárti képviseleti demokrácia, ahol a szövetségi kormány három ágból áll:
- Törvényhozás: Oroszország kétkamarás szövetségi közgyűlése, amely a 450 tagú Állami Dumából és a 170 tagú Szövetségi Tanácsból áll: törvényt fogad el, jóváhagyja a szerződéseket, elvileg rendelkezik az elnök felelősségre vonásának hatalmával.
- Végrehajtás: Az elnök a fegyveres erők főparancsnoka, megvétózhatja a törvényjavaslatokat, mielőtt jogerőre kerülnek. Ő tesz javaslatot a miniszterelnök személyét illetően.
- Igazságszolgáltatás: Az Alkotmánybíróság, a Legfelsőbb Bíróság és az alsó szövetségi bíróságok, amelyek bíráit a Szövetségi Tanács az elnök ajánlására nevezi ki, értelmezik a törvényeket és megsemmisíthetik az általuk alkotmányellenesnek tartott törvényeket.

### Politikai pártok
- Egységes Oroszország (Единая Россия, Jegyinaja Rosszija) – 2020 táján az Orosz Föderáció legnagyobb politikai pártja.
- Orosz Kommunista párt (Коммунистическая партия Российской Федерации, Kommunisztyicseszkaja Partyija Rosszijszkoj Fegyeracii).
- Orosz Liberális-Demokratikus Párt (Либерально-Демократическая Партия России (ЛДПР), Liberalno-Gyemokratyicseszkaja Partyija Rosszii (LDPR)).
- Igazságos Oroszország (Справедливая Россия: Родина/Пенсионеры/Жизнь, Szpravedlivaja Rosszija: Rogyina/Penszionyeri/Zsizny).
- Haza Párt (Всероссийская политическая партия «Родина«)
- Új Emberek (Новые Люди) – 2020-as alapítású jobbközép politikai párt

### Jogállamiság
A Freedom House 2022-es jelentése az országot a »nem szabad« kategóriába sorolta. Az orosz tekintélyelvű politikai rendszerben a hatalom Vlagyimir Putyin elnök kezében összpontosul. A biztonsági erők, az alárendelt igazságszolgáltatás, az ellenőrzött média és egyéb tényezők révén a Kreml képes manipulálni a választásokat és elnyomni az ellenvéleményt.
Súlyos hiányosságok vannak a törvényhozó, a végrehajtó és az igazságszolgáltatás közötti fékekben és ellensúlyokban. A hatáskörök működőképes megosztása csak részben létezik. Az elnök intézménye irányítja a parlamentet. Semmilyen törvényt nem lehet elfogadni a Kreml előzetes jóváhagyása nélkül. A 2016-os parlamenti választások óta az Egységes Oroszország kormánypárt rendelkezik a mandátumok szupertöbbségével a törvényhozásban. A parlament összes többi pártja, az úgynevezett „rendszerellenzék” szinte egyöntetűen támogatja a hivatalos irányvonalat. Ugyanez vonatkozik a parlament felsőházára, a Szövetségi Tanácsra, és nagyjából regionális szinten is.
Az igazságszolgáltatás alkotmányosan garantált függetlenségét súlyosan veszélyeztetik a politikai perek, amelyek során a bíróságok a végrehajtó hatalom közvetlen utasításait követik, mind országos, mind regionális szinten.
A 2020-as alkotmánymódosítás tovább csökkentette a hatalmi ágak szétválasztását Oroszországban azáltal, hogy nagymértékben kibővítette az elnöki tisztséget, és egy utolsó pillanatban tett rendelkezés révén lehetővé tette a megbízott elnök számára, hogy potenciálisan akár 2036-ig kormányozzon.
Az igazságszolgáltatás intézményileg differenciált, a bírák számára formálisan megfelelő oktatási és kinevezési rendszer létezik. Névleg független is, de különösen az alsóbb bírósági döntéseket gyakran befolyásolja a korrupció és a politikai nyomás. Ez alól a Kreml közvetlen beavatkozása szövetségi szinten vagy a kormányzók által regionális szinten sem kivétel. Az oroszországi alkotmánybíróság határozatai szinte kivétel nélkül a végrehajtó hatalom mellett szólnak. Minél politikaibb az ügy és minél nagyobb a tét, annál nagyobb nyomás nehezedik az államra – beleértve a felsőbb rétegek utasításait is.
A nemzetközi normák és törvények nemzeti jogalkotással történő felülbírálásának kísérlete 2015-ben kezdődött, amikor az alkotmánybíróság kimondta, hogy a nemzetközi bíróságok határozatai hatályon kívül helyezhetők, ha „nem felelnek meg az orosz alkotmánynak”. Egy évvel később a parlament elfogadta azt a törvényt, amely szerint az Emberi Jogok Európai Bíróságának ítéletei hatályon kívül helyezhetők. 2018 novemberében a Moszkvai Kereskedelmi Bíróság nagy horderejű ítéletet hozott, amelyben megtagadta a Nemzetközi Kereskedelmi Kamara (ICC) Nemzetközi Választottbírósága határozatának végrehajtását azzal az indokkal, hogy az ICC határozata ellentmond az orosz közrendnek. A 2020-as alkotmányreform végül legalizálta ezt a gyakorlatot azáltal, hogy alkotmányos normaként megállapította a nemzeti alkotmányos normák elsőbbségét a nemzetközi joggal szemben.
Az országot kleptokráciaként jellemzik. A Transparency International korrupcióérzékelési indexén 2021-ben az európai országok között az utolsó helyen végzett, a 180 ország közül pedig a 136. helyen állt.

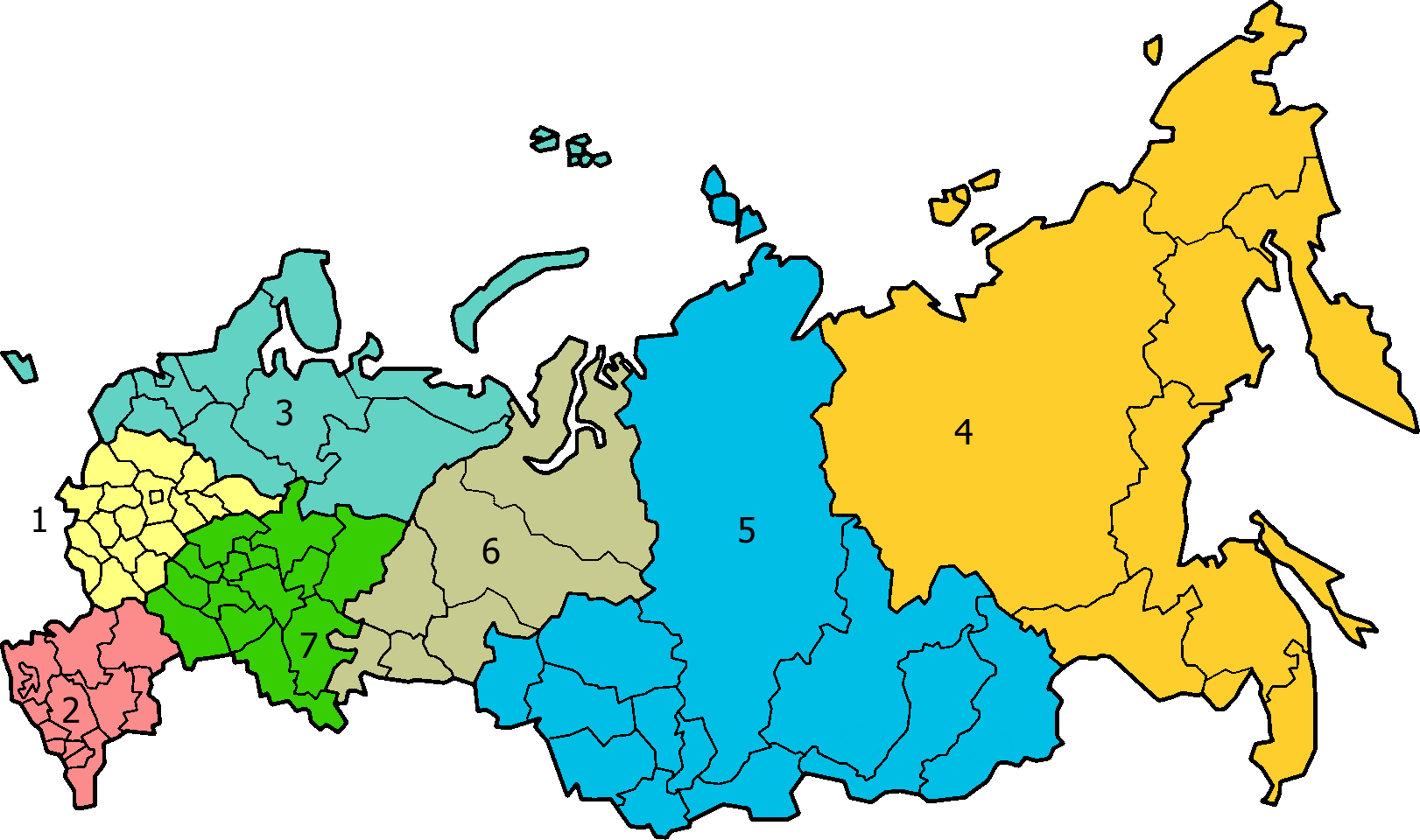
Szövetségi körzetek

### Közigazgatási beosztás

#### A Föderáció alanyai
Az Oroszországi Föderációnak 85 egyenjogú alanya (szubjektuma) van 2008. január 1-jén:
- 22 köztársaság (республика) – ebből egy (Krími Köztársaság) nemzetközileg el nem ismert
- 9 határterület (край)
- 46 terület (область)
- 3 szövetségi jelentőségű város (город федерального значения) – ebből egy (Szevasztopol) nemzetközileg el nem ismert
- 1 autonóm terület (автономная область)
- 4 autonóm körzet (автономный округ)

#### Önkormányzatok
Oroszország önkormányzati rendszerének kialakulása egy 1991-ben elfogadott törvény alapján kezdődött meg, mivel azonban a Föderáció alanyai nagy önállóságot élveztek e téren, szinte követhetetlenül sokszínű megoldások kerültek bevezetésre. Ráadásul az egyes szubjektumok felfogása jelentősen különbözött az önkormányzatiság kiterjedését, szabadságát illetően is.
2003-ban új törvényt fogadtak el „A helyi önkormányzás általános elveiről az Oroszországi Föderációban” címmel. Ennek alapján az átszervezés végrehajtásához adott hároméves átmeneti időszak után 2006. január elsejétől az ország egész területén az új szabályok szerint egységes elveken szervezett önkormányzatok jöttek létre.

### Védelmi rendszer
|                              |                               |
| Tu–160-as stratégiai bombázó | BM–21 Grad rakéta-sorozatvető |

Oroszország hatalmas légi és tengeri haderőt tart fenn. 2021-ben az ötödik legmagasabb katonai kiadású ország volt a világon.
A Global Firepower Index alapján 2022-ben Oroszország rendelkezik a világon a második legerősebb fegyveres erővel.
Az ország birtokolja a világ legnagyobb nukleáris fegyverkészletét, ami meghaladja még az Egyesült Államok arzenálját is. Ők üzemeltetik a második legnagyobb ballisztikus rakéta-tengeralattjáró flottát, és egyike annak a három országnak (Kína és az Egyesült Államok mellett), amelyek stratégiai bombázókat üzemeltetnek.
Ugyanakkor katonai képessége az ukrán-orosz háborúban súlyos veszteségeket szenvedett el, többek közt a légierő.. 

## Gazdaság
2010. július elsejétől vámuniót alkot Fehéroroszországgal és Kazahsztánnal.
Hatalmas természeti erőforrásokkal rendelkezik. A világ kőolaj- és földgázkitermelésének körülbelül 20 százalékát adja. Ez a nyersanyagbőség Oroszországot gyakorlatilag energia-önellátóvá és jelentős exportőrré tette.
Széles körben energetikai nagyhatalomként jellemzik; mivel a világ legnagyobb földgázkészletével rendelkezik, a második legnagyobb szénkészlettel, a nyolcadik legnagyobb kőolajkészlettel, és a legnagyobb európai olajpala készletekkel. A 2020-as évek elején a világ vezető földgázexportőre, a második legnagyobb földgázkitermelő, és a második legnagyobb kőolajexportőr, és a legnagyobb kitermelő.
2021-ben a nominális GDP-t tekintve az orosz volt az ötödik legnagyobb gazdaság Európában, a világban pedig a tizenegyedik legnagyobb gazdaság.
A 2020-as évek elején a nemzetközi arany- és devizatartalékok tekintetében a 4. helyen áll a világon, a milliárdosok számát tekintve pedig az 5. helyen áll.

## Közlekedés
Általános adatok (2009):

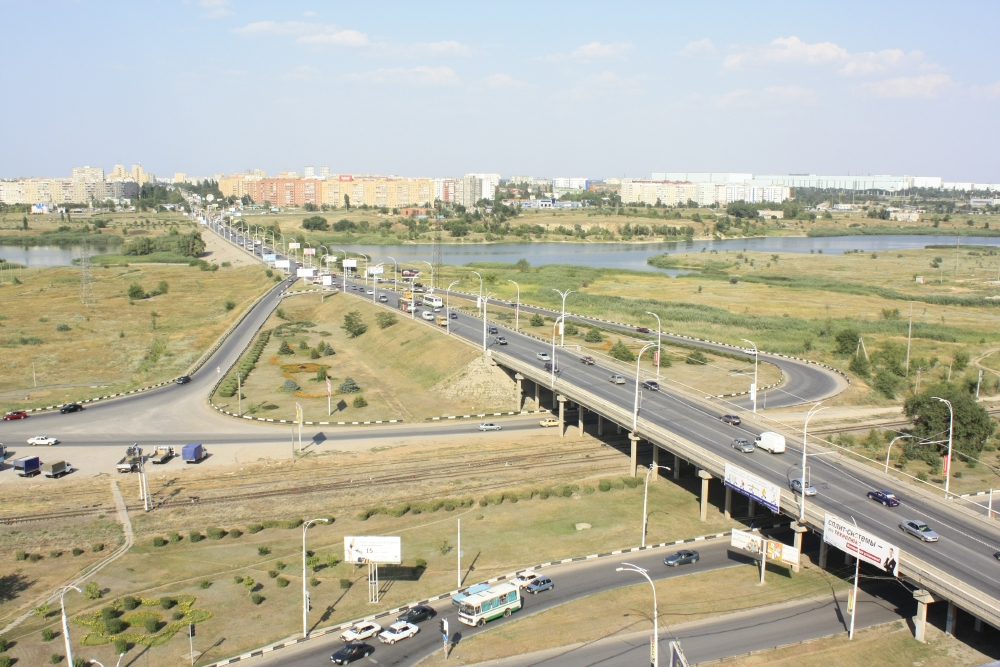
Főút Volgodonszk mellett, a Rosztovi területen

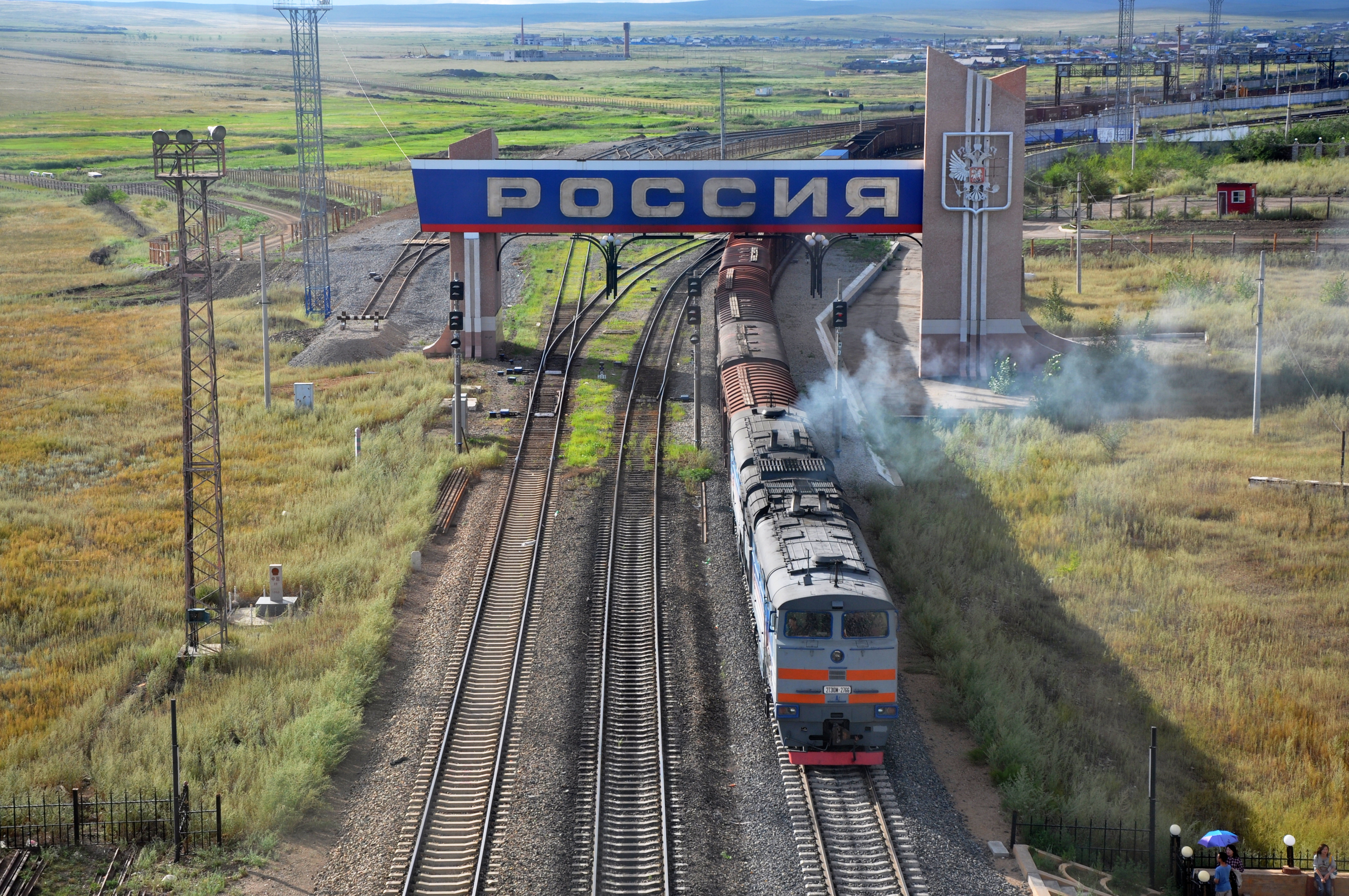
Vonat a kínai határon, Manzsuli

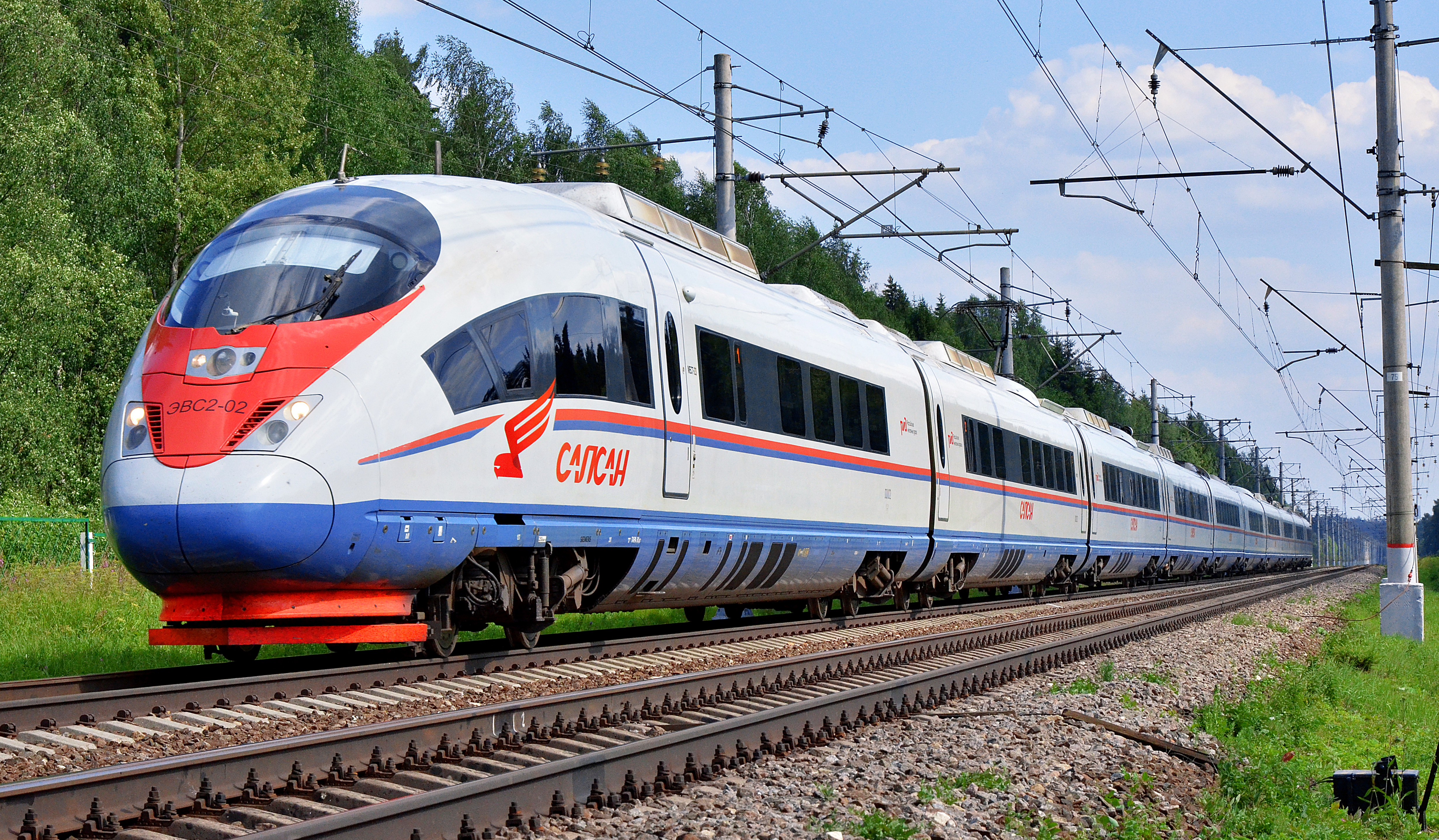
Szapszan nagysebességű vonat a Moszkva–Szentpétervár vonalon

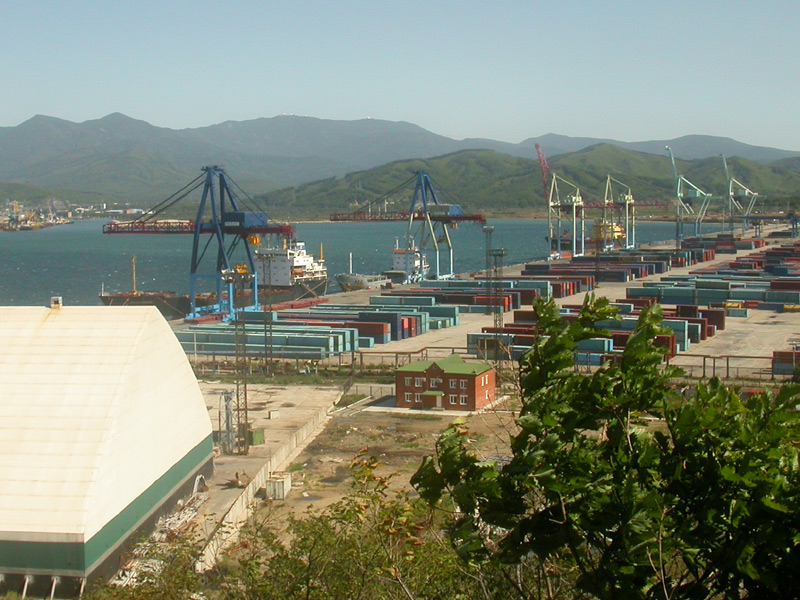
Vosztocsnij konténerkikötője a Távol-Keleten, a transzszibériai vasút keleti végén

- Vasúthálózatának hossza 86 000 km, ebből 43 000 km villamosított.
- Szilárd burkolatú úthálózatának hossza (magánutakkal együtt) 754 000 km.
- Hajózható folyóinak és csatornáinak összhosszúsága 102 000 km.
- Olaj, gáz és szénhidrogén szállításra használt csőhálózatának hossza 63 000 km.

### Közúti közlekedés
A közúthálózat hossza 952 000 km, ebből 652 500 km szilárd burkolatú.
A közúti biztonság Oroszországban rossz, a közúti balesetek aránya magasabb, mint Európában vagy az Egyesült Államokban. 2011-ben Oroszország a negyedik ország volt a nyilvántartott közúti halálesetek száma szerint. Míg a 2010-es években minden évben az autók száma átlagosan hat százalékkal nő az országban, az autópálya-rendszer (az ország hatalmas mérete ellenére) csupán 2200 kilométert tesz ki.

### Vasúti közlekedés
Oroszország vasúthálózatának hossza 87 157 km, ami széles nyomtávú (1520 mm); 40 300 km villamosított. Az ország vasúthálózata a második leghosszabb a világon. Elsősorban teherszállítás zajlik a vonalakon a nagy bányákból a gyárakba és a kikötőkbe. Az iparvasutak hossza kb. 30 000 km.

### Városi tömegközlekedés
Az autóbuszok vezető szerepet töltenek be a városon belüli személyszállításban. A legnagyobb városokban villamos- és trolibuszjáratok is kiépültek. Szentpéterváron van a világ leghosszabb villamoshálózata (a 2010-es években több mint a fele leromlott állapotban van).
A hét legnagyobb városban van metró: Moszkvában, Szentpéterváron, Nyizsnyij Novgorodban, Szamarában, Jekatyerinburgban, Novoszibirszkben és Kazanyban.

### Vízi közlekedés
Fő tengeri kikötők:
- Jeges-tenger: Arhangelszk, Murmanszk
- Balti-tenger: Kalinyingrád, Primorszk, Szentpétervár
- Fekete-tenger: Novorosszijszk
- Csendes-óceán: Nahodka, Vlagyivosztok, Vosztocsnij (wd)

Belső víziutak a csatornákkal együtt: 101 600 km.
A Volga-Balti vízi út, a Fehér-tenger-Balti út és a Volga-Don csatornáknak köszönhetően a Volga az ország európai folyami szállítási részének magja lett, Moszkva pedig „öt tenger kikötőjévé” vált”. Az európai rész további fontos folyói közé tartozik az Északi-Dvina a mellékfolyóival, a Szuhona, az Onyega, a Szvir és a Néva. Szibériában a fő folyók a Jenyiszej, a Léna, az Ob és mellékfolyói. Mindegyiket hajózásra és sportevezésre, ipari termékek és élelmiszerek távoli régiókba történő szállítására használják.

### Légi közlekedés
Az országban 471 repülőtér van, a legjelentősebb nemzetközi repülőterek Moszkvában és Szentpéterváron vannak. Putyin elnök rendelete alapján az ország 44 nemzetközi repülőterének nevét 2019. május 31-ei hatállyal megváltoztatták. Mindegyik repülőteret egy-egy híres orosz személyiségről nevezték el. A rendelet gyakorlati megvalósítása azonban elhúzódhat.
Főbb repülőterei:
- Moszkva–Domogyedovo
- Moszkva–Seremetyjevo
- Moszkva–Vnukovo
- Szentpétervár–Pulkovo

## Demográfia

Oroszország népsűrűsége (2010)

Oroszország becsült népessége 2024 őszén 144,5 millió fő. Európa legnépesebb országa és 2022-ben a világ kilencedik legnépesebbje; országos szinten igen alacsony, 9 fő/km² népsűrűséggel. A születéskor várható élettartam 73,2 év (férfiaknál 68,2 év, nőknél 78,0 év).
Az ország népessége 1991-ben érte el a 148,7 millió fős csúcsot, azóta a népessége csökken. Népességnövekedést szinte csak az annektált területek Oroszországhoz való csatolásával tudtak elérni (Krím-fsz., kelet-ukrajnai megyék).
Az ENSZ előrejelzése szerint Oroszország népessége ötven év múlva (2070 táján) 120 millió körül lesz. Ukrajna 2022-es orosz invázióját követően az ország demográfiai válsága tovább mélyült, mivel rengeteg katonát vesztett, miközben a besorozás miatti félelem, a nyugati szankciók és az „agyelszívás” miatt sokan hagyják el az országot.

### Népességváltozás

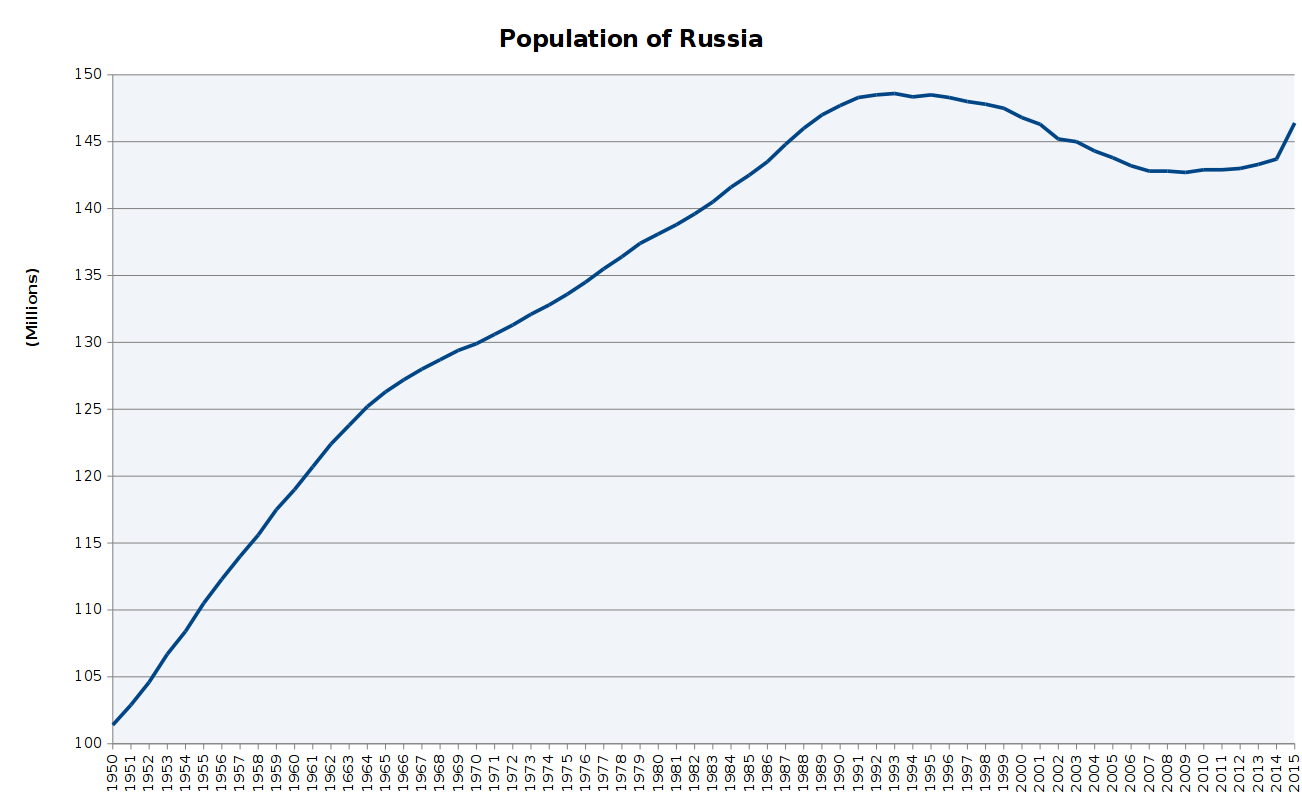
A népesség alakulása 1950 és 2011 között (FAO)

| Lakosok száma | 101 438 000 | 129 941 000 | 138 127 000 | 146 890 000 | 143 056 383 | 143 700 000 | 146 500 000 | 146 900 000 | 146 800 000 | 146 119 928 |
|               | 1950        | 1970        | 1980        | 2000        | 2012        | 2014        | 2016        | 2018        | 2020        | 2025        |

### Legnépesebb települések
A legnépesebb városok:

| Rangsor | Név                | Oroszul         | 2021-es becslés |         |        |            |
| ------- | ------------------ | --------------- | --------------- | ------- | ------ | ---------- |
| Rangsor | Név                | Oroszul         | 1               | Moszkva | Москва | 12 655 050 |
| 2       | Szentpétervár      | Санкт-Петербург | 5 384 342       |         |        |            |
| 3       | Novoszibirszk      | Новосибирск     | 1 620 162       |         |        |            |
| 4       | Jekatyerinburg     | Екатеринбург    | 1 495 066       |         |        |            |
| 5       | Kazany             | Казань          | 1 257 341       |         |        |            |
| 6       | Nyizsnyij Novgorod | Нижний Новгород | 1 244 254       |         |        |            |
| 7       | Cseljabinszk       | Челябинск       | 1 187 960       |         |        |            |
| 8       | Szamara            | Самара          | 1 144 759       |         |        |            |

### Nyelvi megoszlás
Az orosz a hivatalos és a legtöbb ember által beszélt nyelv az országban. Ez egyben Európában a legtöbb ember által beszélt anyanyelv, valamint a világ legszélesebb körben beszélt szláv nyelve.
Oroszország soknyelvű nemzet; körülbelül 100–150 kisebbségi nyelvet beszélnek országszerte.
Főbb beszélt nyelvek: tatár, csecsen, baskír, ukrán, csuvas, avar, oszét, kabard stb. (burját, jakut, udmurt, komi, mari, mordvin, karjalai, kalmük).

### Vallási megoszlás
A vallás az országban sokszínű, de a kereszténység, különösen az orosz ortodoxia a meghatározó felekezet. Az ortodox egyház befolyása csekélyebb Szibéria és Dél-Oroszország egyes részein, ahol a kereszténység előtti vallások érezhető újjáéledése volt megfigyelhető. A második legnagyobb vallás az ortodox kereszténység után az iszlám. Ez az uralkodó vallás néhány kaukázusi etnikai csoport (pl. a csecsenek, ingusok) és néhány török nép (különösen a tatárok és a baskírok) körében.

## Kultúra
Oroszország, Kelet-Európa és Ázsia transzkontinentális országa és sok nép szokásait és hagyományait foglalja magába. 
Az európai orosz kultúra erősen gyökerezik az első keleti szlávok kultúrájában. Számos területen – különös tekintettel az irodalomra, a néptáncra, a klasszikus és hagyományos népzenére, a balettra, építészetre, festészetre – jelentős hatással volt a világkultúrára.

## Turizmus
Az oroszországi turizmus a késő szovjet idők óta gyorsan növekszik, először a belföldi turizmus, majd a nemzetközi turizmus is. A gazdag kulturális örökség és a nagy természeti változatosság Oroszországot helyezi a világ legnépszerűbb turisztikai célpontjai közé. A Krím-félsziget kivételével az ország 28 UNESCO világörökségi helyet tartalmaz (2019), és még sok más hely szerepel az UNESCO javaslati listáján.
Az oroszországi fő turisztikai útvonalak körébe tartozik az ősi városok arany gyűrűje körüli utazás, körutazások a nagy folyókon, beleértve a Volgát, és a hosszú út a híres Transz-szibériai vasútvonalon. Oroszország sokszínű régiói és etnikai kultúrái számos különféle ételt és szuvenírt kínálnak, és nagyon sokféle hagyományt mutatnak, beleértve az orosz maszlenyica, a tatár szabantuj fesztivált vagy a szibériai sámánista rítusokat. 2013-ban Oroszországot 33 millió turista látogatta meg, így a világon a kilencedik, illetve Európában a hetedik leglátogatottabb ország volt.

### Kerékpáros turizmus

#### EuroVelo 2
Az országon az EuroVelo nemzetközi kerékpárhálózatnak több útvonala halad keresztül, a leghosszabb orosz szakasszal a második rendelkezik; neve: Capitals Route. Az ír Galwayből indul, az Atlanti-óceán közeléből, ahonnan az Egyesült Királyságon, Hollandián, Németországon, Lengyelországon és Fehéroroszországon halad keresztül idáig. Az orosz szakasz egyelőre kivitelezés alatt áll, és Moszkvában végződik.

#### EuroVelo 13
Az EuroVelo 13: Iron Curtain Trail Norvégiából Bulgáriába tart, 20 országon és 10 400 kilométeren keresztül, végig a vasfüggönyt követve. Az ország szempontjából azért különleges, hiszen a „központi nagy” terület mellett a Kalinyingrádi területet is érinti.

## Sport

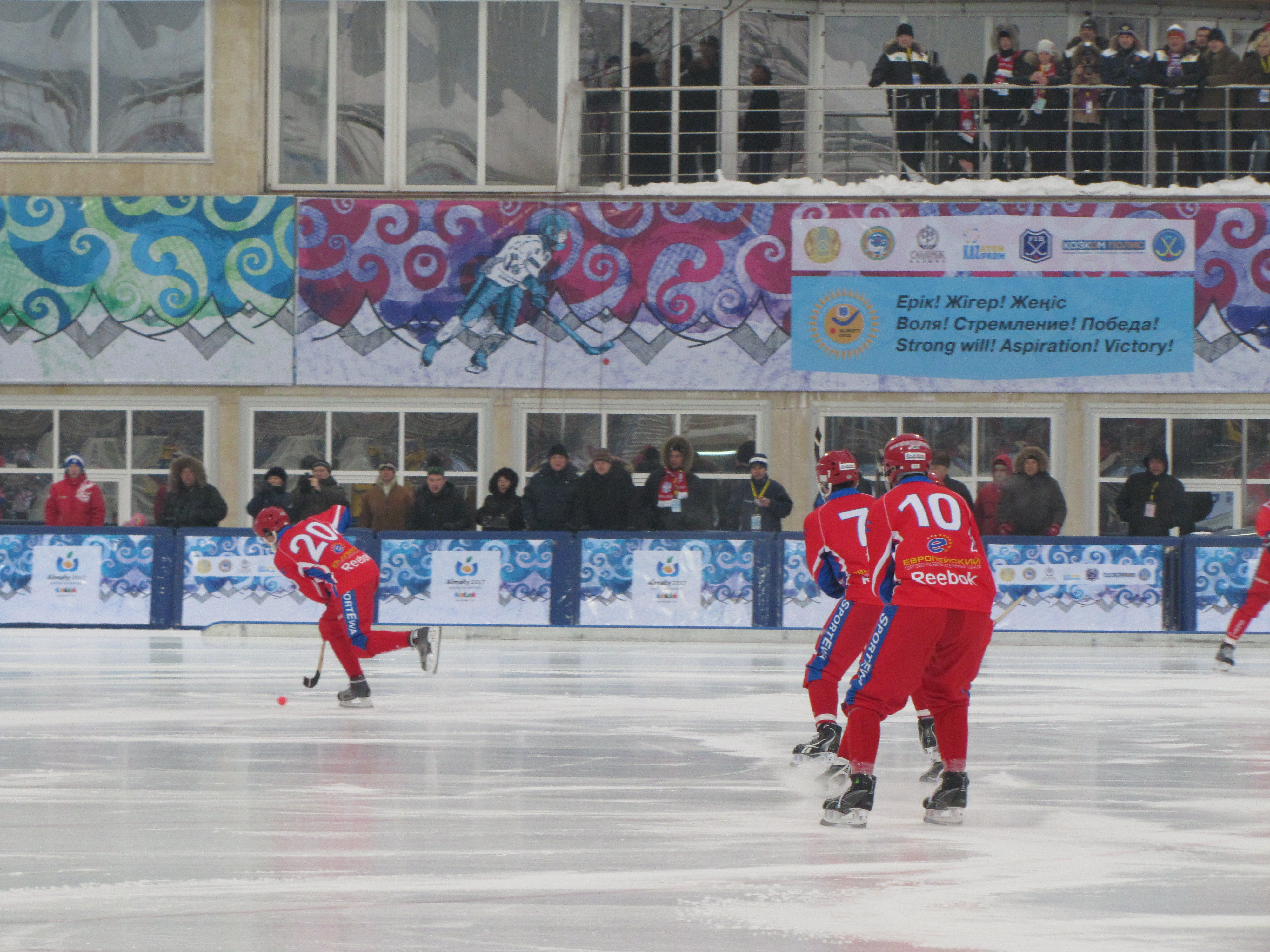
Bandy, egy jégpályán játszott nemzeti sport

Oroszországban népszerű valamennyi küzdősport, a labdarúgás, a jégkorong, a vívás, de a kézi- és a kosárlabda is.
Oroszország könnyűatlétái, birkózói, téli sportolói, vívói, tornászai világklasszisok.

### Labdarúgás
A 2018-as labdarúgó-világbajnokságot Oroszország rendezhette.

### Olimpia
1980-ban Moszkvában rendezték meg a (csonka) nyári olimpiát és 2014-ben Szocsiban rendezték meg a téli olimpiát.

### Formula–1
Szocsiban 2014-től kezdve rendezték meg az orosz Formula–1-es nagydíjat. 2023-tól Szentpéterváron lett volna hivatalosan az orosz nagydíj, de az Ukrajna elleni orosz invázió miatt Oroszországot 2022-ben kitiltották a Formula–1-ből.
Oroszország eddigi Formula–1-es pilótái Vitalij Petrov, Danyiil Kvjat, Szergej Szirotkin és Nyikita Mazepin.

## Telekommunikáció
| Hívójel prefix | R, UA-UI           |
| ITU zóna       | 19-26, 29-35, 75   |
| CQ zóna        | 16, 17, 18, 19, 40 |

## Média
Annak ellenére, hogy Oroszország alkotmánya garantálja a szólás- és médiaszabadságot, korlátozás és cenzúra sújtja azokat. A Riporterek Határok Nélkül szervezet, – amely évente méri az országok sajtószabadságát, – 2019-ben Oroszországot 180 ország közül a 149. helyre sorolta, a legkevésbé szabad országok közé, elsősorban Vlagyimir Putyin intézkedéseinek köszönhetően.

## Ünnepek
- január 1–5. – újév (Новогодние каникулы)
- január 7. – (ortodox) karácsony (Рождество Христово)
- február 23. – az anyaország védői (День защитника Отечества)
- március 8. – nőnap (Международный женский день)
- május 1. – a tavasz és a munka ünnepe (Праздник Весны и Труда)
- május 9. – a győzelem napja (День Победы)
- június 12. – Oroszország (függetlenség) napja (День России)
- november 4. – a nemzeti egység napja (День народного единства)

Ezeken kívül lehetnek regionális és bizonyos körökben megtartott ünnepek (pl. A haza hőseinek napja – december 9.).